# Français
Cet article concerne la langue française. Pour les autres significations, voir Français (homonymie).
Le français est une langue indo-européenne de la famille des langues romanes dont les locuteurs sont appelés « francophones ».
Il est la sixième langue parlée au monde après l'anglais, le mandarin, le hindi, l'espagnol et l'arabe. Elle est également la deuxième langue apprise sur le globe et la troisième langue des affaires et du commerce. Le français se classe deuxième parmi les langues étrangères les plus fréquemment enseignées à travers le monde. Il est également la quatrième langue utilisée sur Internet après l'espagnol, le mandarin et l'anglais,, langue dont le vocabulaire a été fortement enrichi par le français.
En 2025, 144 millions de personnes s'instruisent en français dans le monde.
Selon l'Observatoire démographique et statistique de l'espace francophone (ODSEF) de l'Université Laval et l'Observatoire de la langue française de l'OIF, en 2024, le français, comme indiqué ci-dessus, est la sixième langue la plus parlée au monde, avec 343 millions de locuteurs représentant 4,2 % de la population mondiale (1 personne sur 24), dont 270 millions en font un usage quotidien (pays européens et/ou hors européens), ce qui représente 3,3 % de la population mondiale (1 personne sur 30). Ce nombre de 343 millions de francophones en 2024 devrait approcher les 700 millions en 2050 selon l'Organisation internationale de la francophonie (OIF), soit 8 % de la population (1 personne sur 12), et 85 % de ces francophones seront en Afrique, du fait de la forte croissance démographique de ce continent.
Les chiffres avancés par l'OIF ont été contestés, notamment en raison des méthodes de calcul utilisées et de la définition du terme « francophone ». Selon les auteurs d'un ouvrage publié en 2017 qui dresse un portrait exhaustif de la francophonie dans le monde, une estimation crédible des francophones réels, c'est-à-dire qui utilisent le français quotidiennement comme langue maternelle ou deuxième, se situerait autour de 130 millions, ce qui placerait le français au neuvième rang des langues les plus parlées comme langue maternelle ou deuxième.
Dans le monde à compter du 26 mars 2025, vingt-six États ont le français comme langue officielle. C'est une des six langues officielles ainsi qu'une des deux langues de travail de l'Organisation des Nations unies. Le français est une langue officielle ou de travail de nombreuses organisations gouvernementales internationales, parmi lesquelles l'Union postale universelle ou les trois autorités mondiales de régulation du système métrique. Il est aussi langue officielle ou de travail de nombreuses organisations gouvernementales régionales, telles que l'Union africaine ou l’Union européenne, et est aussi langue officielle ou de travail de nombreuses organisations non gouvernementales internationales, comme le Comité international olympique ou le Mouvement international de la Croix-Rouge et du Croissant-Rouge.
Grâce à sa présence sur tous les continents et du fait qu'elle est l'une des langues officielles de l'ONU ainsi qu'une de ses langues de travail, le français figure parmi les langues les plus influentes du monde.
L'histoire du français et des francophones est celle de la rencontre et de l'échange entre de nombreux peuples. Le français est une variété de la langue d'oïl, un groupe de langues romanes parlées originellement dans la partie septentrionale du domaine gallo-roman, sur le territoire des actuelles France, Suisse et Belgique. Les langues gallo-romanes résultent de l'évolution, sous l'influence de langues germaniques, tel que le vieux-francique des Francs, du latin populaire parlé en Gaule par les Gallo-Romains. Ces derniers formaient un ensemble de peuples d'origines principalement celtes qui furent progressivement romanisés à la suite de la conquête romaine de la région, terminée aux alentours de 52 av. J.-C. En 843, l'historien franc Nithard, petit-fils de Charlemagne, produit ce qui est considéré comme le premier texte connu en langue française. Il s'agit d'une chronique qui retranscrit les serments d'alliance, prononcés à Strasbourg l'année précédente, par Louis le Germanique, premier souverain allemand.
Durant le Moyen Âge européen, en particulier entre le Xe et le XIIIe siècle, alors que le système de déclinaisons de l'ancien français s'effondre, les langues d'oïl commencent à se diffuser hors de leur domaine d'origine du fait des invasions normandes des îles Britanniques, du sud de l'Italie ou bien des croisades qui, en établissant des États latins au Levant, font du français une base de la lingua franca méditerranéenne. En 1539, par l’ordonnance de Villers-Cotterêts, le moyen français, langue maternelle des dynasties capétiennes, devient la langue juridique et administrative en France. À la même période, il commence à se diffuser plus massivement hors d'Europe, d'abord en Amérique, puis en Afrique, en Asie et en Océanie, sous l'effet de l'expansion des empires coloniaux français puis belge. À partir du XVIIe siècle, dans les océans Atlantique, Indien et Pacifique, les déportations de populations pratiquées par les empires européens vers leurs colonies amènent, dans un contexte principalement d'esclavage, à la formation de nombreux créoles à base lexicale française.
En 1794, par le décret révolutionnaire du 2 thermidor an II et bien qu'il ait été, sous l'Ancien Régime, la langue des cours royales et princières européennes, le français classique, langue des Lumières, devient la seule langue officielle de la Première République française. Une des particularités du français se trouve dans le fait que son développement et sa codification ont été en partie l'œuvre de groupes intellectuels, comme la Pléiade, ou d'institutions, comme l'Académie française. Le français est ainsi souvent considéré comme une langue « académique ». À partir du XIXe siècle, et malgré quelques réformes au cours des siècles suivants, son orthographe codifiée commence à se figer. Elle est considérée comme transparente dans le sens de la lecture, mais opaque dans le sens de l'écriture. Au cours du XXe siècle, le français devient une langue d'envergure mondiale en même temps qu'il s'émancipe de l'Europe : à partir de ce siècle le nombre de francophones vivant hors d'Europe dépasse le nombre de locuteurs sur le continent d'origine de la langue.
Entre le 16 mars et le 20 mars 1970 et sous l'impulsion de ceux qui deviendront les « cinq pères fondateurs de la Francophonie » — Léopold Sédar Senghor, poète, écrivain et premier président de la république du Sénégal, Habib Bourguiba, avocat et premier président de la République tunisienne, Hamani Diori, professeur et premier président de la république du Niger, Norodom Sihanouk, roi du Cambodge et Jean-Marc Léger, écrivain et journaliste canadien —  a lieu, dans la salle des séances de l'Assemblée nationale du Niger, la conférence de Niamey. Celle-ci, une des premières conférences réunissant les gouvernements des états francophones, établit l'Agence de coopération culturelle et technique, le premier organisme intergouvernemental francophone, et jette ainsi les bases pour la création d'une Organisation internationale de la francophonie (OIF) qui réunit les peuples partageant la langue française. En 1988, en commémoration de cet évènement, les États membres de l'Organisation font du 20 mars la Journée internationale de la francophonie.
En 1989, ont lieu au Maroc les premiers jeux de la Francophonie qui réunissent pour la première fois les athlètes de la communauté francophone autour de la langue qu'ils partagent. En 1997, à Hanoï, capitale du Viêt Nam, les États francophones adoptent la Charte institutionnelle de la Francophonie qui sera complétée en 2005 à Antananarivo, capitale de Madagascar, par la Charte de la Francophonie. Ces deux chartes présentent l'importance du multilinguisme pour le monde francophone, les valeurs de solidarité, d'égalité et de fraternité entre les peuples qui doivent être véhiculées par la langue française, vecteur de progrès et de modernité, ainsi que le rôle actif que doivent exercer les francophones pour la préservation de la diversité linguistique et culturelle. En 2010, l'Organisation des Nations unies déclare que le 20 mars de chaque année sera observée à travers le monde la Journée de la langue française en souvenir de la conférence de Niamey. Les organisations francophones proposent autour de cette date des semaines d'échanges et de discussions souvent appelées « Semaine de la langue française et de la francophonie ».
La langue française est un attribut culturel souverain pour de nombreux peuples et États comme en France où depuis 1992 « la langue de la République est le français » ou au Québec où depuis 1977 elle « permet au peuple québécois d’exprimer son identité ». Elle est également le principal véhicule des cultures francophones dans le monde et le moyen principal d'expression de leurs pensées. La langue, parfois surnommée « langue de Molière », ne cesse de s'enrichir que ce soit de façon formelle, par des décrets ou de nouvelles éditions du Dictionnaire de l'Académie française par exemple, mais aussi de façon informelle.

## Origines: vocabulaire et étymologie

### Formation du français
La majorité du fonds lexical français provient du latin (en tant que langue-mère) ou bien est construit à partir des racines gréco-latines. De nombreux termes possèdent un doublon de même étymologie, l'un ayant évolué à travers les siècles à partir du latin populaire tandis que l’autre est emprunté directement au latin classique : métier/ministère, façon/faction, raide/rigide, froid/frigide, frêle/fragile, rançon/rédemption, raison/ration, poison/potion, chance/cadence, etc. Souvent l'invention de mots à partir d'un mot bien français passe par un emprunt à sa forme en latin classique : mère/maternel, frère/fraternel, cheveu/capillaire, foi/fidèle, œil/oculaire, sûr/sécurité, siècle/séculaire, etc. Un changement de paradigme en étymologie romane remplace la méthode traditionnelle fondée sur les données du latin écrit par celle de la méthode comparative, dans le but de rebâtir l'étymologie proto-romane du noyau commun du lexique héréditaire roman, nuançant ainsi l'idée selon laquelle « la majorité du fonds lexical français provient du latin ».
On ignore jusqu'à quel point la langue gauloise a pu influencer le français. Son apport lexical se réduirait à une centaine de mots, tels que char/charrue, mouton, crème, dont une partie proviendrait d'emprunts du latin au gaulois. L'étymologie de ces expressions n'est d'ailleurs pas toujours assurée. Quant à son influence sur la syntaxe et la prononciation, elle est également indéterminée. Ces langues gauloises sont soumises à de fortes influences celtes. Elles ont aussi apporté des évolutions phonétiques spécifiques, tel le son u, ou le suffixe -ons à la première personne du pluriel. Puis, la conquête franque, et plus largement germaine, a enrichi notre langue d'un bon millier de termes, comme dans le domaine de la guerre (guerre, butin, galoper, éperon, hache, heaume…) ainsi que d'autres évolutions phonétiques, comme le h "aspiré" (haine, harnais, hêtre…).
Le francique, en tant que substrat, a laissé également quelques mots importants (gris, blanc, blond, bleu, etc.), et aurait fortement influencé la prononciation du protofrançais, puis des langues d'oïl.
Les termes utilisés au Moyen Âge pour désigner les langues d'oïl dans leur ensemble sont franceis (dès le Xe siècle), puis françois et roman (essentiellement jusqu'au XIIe siècle). Il est notable que les termes normand, picard, lorrain, bourguignon n'apparaissent jamais dans les textes médiévaux avant le XIVe siècle pour désigner les variantes de l'ancien français, attestant du sentiment d'unité linguistique du Nord du royaume durant la période médiévale. Ainsi, l'historien normand Wace, dans son Roman de Rou, utilise concurremment les termes de franceis et rumanz, mais pas celui de « normand » ; de même, le romancier médiéval Chrétien de Troyes, d'origine champenoise, désigne sa langue comme la « langue françoise ». Le terme de « français » n'est donc nullement limité à la langue du seul domaine royal. De la même façon, si le terme de « Français » désigne essentiellement les habitants des terres situées sous le contrôle direct du roi par opposition aux Normands, Bourguignons ou Picards, cet usage n'est pas exclusif ; ainsi, la tapisserie de Bayeux désigne les troupes du duc de Normandie parties conquérir l'Angleterre en 1066 sous le terme latin générique de Franci (les Français) et non de Normanni, ces troupes étant originaires de tout le Nord du royaume. L'emploi de ces usages concurrents n'est pas sans créer des ambiguïtés dans les textes médiévaux ; ainsi, Roger Bacon, désignant le français sous le terme latin de lingua Gallicana (traduisible par « langue française »), indique qu'elle est parlée à la fois par les Picards, les Bourguignons, et les Français « purs » (puros Gallicos), c'est-à-dire les Français du domaine royal, par opposition à un terme plus générique de Gallicos, Français, comprenant l'ensemble de la zone linguistique d'oïl, ou plus généralement tous les habitants du royaume. Il indique que les mots des uns « horrifient » les autres, donnant une idée des divergences entre les différents dialectes de l'ancien français.
Le français parlé aujourd'hui tire son nom de cet ancien franceis, langue-toit regroupant l'ensemble des dialectes d'Oïl (franceis [frãntsëé] → françoys/françois [frãswé] → français [frãsé]). Le terme de « langues d'oïl », apparu au XIIIe siècle (l'une de ses premières occurrences figure chez Dante) ne se répand véritablement qu'au XIVe siècle, époque où la variante d'Île-de-France l'emporte sur les variantes régionales au point que le terme de français finit par ne désigner que celle-ci. Cette variante francilienne est parfois désignée par le terme francien, inventé en 1889 par Gaston Paris, un linguiste français, pour le distinguer des autres variantes de la langue d'oïl. Ces autres variantes se sont progressivement affaiblies au fur et à mesure que le français prenait du prestige, en grande partie également en raison de leur proximité avec celle-ci. À l'inverse, malgré un recul encore constaté, les langues ou dialectes romans non d'oïl (variétés de l'occitan, franco-provençal/arpitan, royasque, ligure, corse) et les langues non romanes (breton, flamand, francique lorrain, alsacien, basque) persistent ou résistent mieux en raison de leur plus grand éloignement avec le français. Aujourd'hui, la plupart des langues d'oïl autres que le français sont en voie de disparition.
Le français s'est enrichi du contact avec les autres langues d'oïl (notamment du normand pour ce qui est des termes maritimes), mais aussi des autres langues parlées sur le territoire français, en particulier de l'occitan. L'influence d'autres langues, dont l'arabe, l'italien, le turc, les langues autochtones et créoles d'outre-mer et des anciennes colonies françaises a été déterminante dans l'évolution du français, de même que le sont aujourd'hui les apports venus de l'anglais et des langues natives des immigrants des pays voisins ou plus lointains, mais aussi des pays francophones.

### Emprunts plus récents, néologismes et évolution de l'orthographe
Les emprunts plus récents à d'autres langues sont assez nombreux : d'abord à l'anglais (même anciens : nord, sud), puis à l'italien, aux autres langues romanes, aux langues germaniques tels que l'allemand ou le néerlandais (ainsi boulevard vient du hollandais ou du flamand bolwerk). L'arabe a fourni, et fournit encore quelques mots : chiffre, coton, amalgame, amiral, sucre, alcool, algèbre, toubib, bled, etc..
La linguiste Henriette Walter estime à moins de 13 % (soit 4 200 mots) la part des mots d'origine étrangère dans la langue française courante parmi les 35 000 mots que comporte un petit dictionnaire d'usage. Ces mots viennent pour 1 053 d'entre eux de l'anglais, 698 de l'italien, 544 du proto-germanique, 481 des anciennes langues gallo-romanes, 215 de l'arabe, 164 de l'allemand, 160 du proto-celtique, 159 de l'espagnol, 153 du néerlandais, 112 du persan et du sanskrit, 101 des langues amérindiennes, 89 de diverses langues asiatiques orientales (dont le chinois ou le japonais, mais aussi certaines langues môn-khmer), 56 de diverses langues chamito-sémitiques, 55 de langues slaves ou baltes et 144 d'autres langues diverses (dont les langues malayo-polynésiennes ou langues nigéro-congolaises).
Toutefois, cette proportion relativement faible d'emprunts dans le vocabulaire courant ne rend pas compte de la pénétration de termes en anglo-américain dans le domaine des affaires, où les États-Unis exercent une forte domination, domaine par ailleurs très stratégique.
De nombreux néologismes ont également été formés à partir de mots grecs ou latins. Peuvent être cités mètre, gramme, phobie et leurs dérivés (kilomètre, milligramme, etc.), ainsi que des mots plus récents comme cinéma, logiciel, domotique, etc.
D'autres sont des calques ou des adaptations de l'anglais, par exemple baladeur inventé pour remplacer l'anglais walkman et discman.
De nombreux néologismes ont également été inventés pour se substituer aux mots anglais, comme :
- informatique, inventé en 1962, mot-valise formé par contraction des deux mots information et automatique ;
- pourriel, pour remplacer spam[Note 2].

Certains néologismes proviennent d'Amérique du Nord, où l'Office québécois de la langue française est très actif :
- courriel, pour remplacer e-mail[Note 3] ;
- clavardage, pour remplacer chat[Note 4] ;
- égoportrait, pour remplacer selfie[Note 5] ;
- baladodiffusion, pour remplacer podcasting[Note 6] ;
- bouquineur, pour remplacer liseuse[Note 7] ;
- livrel, pour remplacer livre numérique[Note 8].

Certains néologismes sont plutôt utilisés dans les provinces francophones du Canada et leur diffusion en France ou ailleurs peut être plus ou moins grande.

## Histoire
À l'époque de la conquête de la Gaule par les armées romaines de Jules César en 52 av. J.-C., excepté l'Aquitaine de langue proto-basque, la Gaule était majoritairement peuplée de tribus gauloises qui parlaient des langues celtiques certainement apparentées et probablement mutuellement compréhensibles. Il n'existait donc pas une mais plusieurs langues gauloises (exemples : le belge, le gaulois transalpin, le gaulois cisalpin), qui n'étaient que très rarement écrites. La langue des Romains, le latin, connaissait l'écriture, et en tant que langue de l'autorité et langue de prestige, le latin vulgaire proche des Gaulois fut peu à peu adopté par tous au cours des siècles qui suivirent la conquête du pays en 51 av. J.-C.
La version romane de 843 des Serments de Strasbourg de 842 est le premier texte écrit en langue d'oïl, dérivée du bas latin et remodelée à la suite de l'établissement des Germains, principalement des Francs (d'où l'appellation du français), dans le nord de la Gaule. La première mention de l'existence d'une langue romane date de 813, lors du Concile de Tours, qui la nomme lingua romana rustica, « langue romane rustique ». Il faut attendre vers 880 pour voir apparaitre le premier texte littéraire en langue française (dans une variante vraisemblablement picarde), la Séquence de sainte Eulalie.
La situation linguistique de la France est par ailleurs mal connue avant le Xe siècle. À partir de cette période cependant, le morcellement linguistique du territoire est bien attesté, avec différentes langues régionales suivantes :
- la langue d'oïl ou français, dans le nord (dont sont également issus entre autres le picard, le normand, l'angevin, le champenois), langue plus influencée par les langues germaniques que les autres idiomes de France ;
- l'occitano-roman (occitan ou langue d'oc et catalan) dans le sud avec le limousin, l'auvergnat, le languedocien, le gascon, le provençal, le vivaro-alpin : les parlers de cette région, qui baignent durant des siècles dans la culture romaine et ont conservé le droit romain, se rapprochent davantage du latin (« oc » et « oïl » signifiant « oui ») ;
- le francoprovençal (ou arpitan) avec par exemple les parlers de Savoie, lyonnais, dauphinois autour de Grenoble, forézien (région de Saint-Étienne), de Suisse romande aussi.

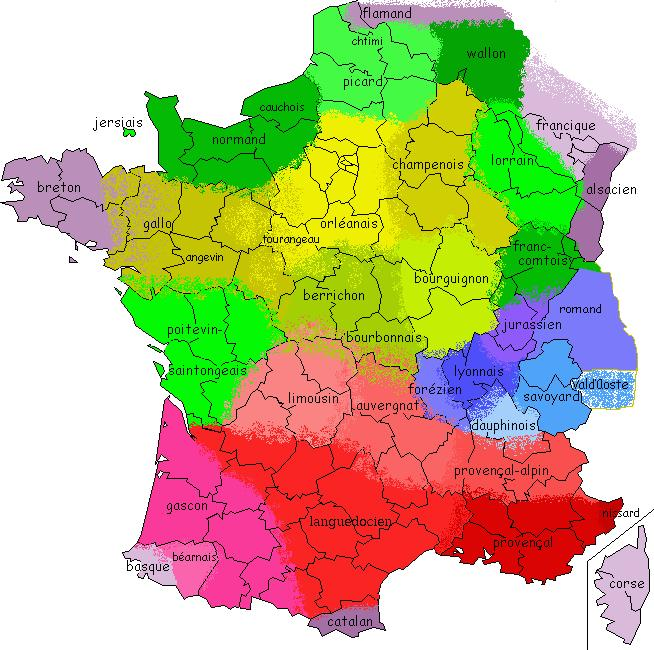
Carte des langues de France continentale

La période qui s'étend de la fin du XIe siècle au début du XIVe siècle correspond à une période de rayonnement du français médiéval. Le français devient une langue internationale, parlée dans toutes les cours d'Europe, ce qui influença toutes les langues européennes. Elle devient une « lingua franca », les lois sont rédigées en français, la langue de la diplomatie est le français.
Le français, sous sa forme dialectale normande, est introduit en Angleterre dans le sillage de la conquête de ce pays par Guillaume le Conquérant en 1066, et son usage y durera plus de trois cents ans. Le vocabulaire anglais en conserve un important héritage : 50 % à 60 % du contenu lexical anglais provient de langues d'oïl de façon générale, principalement des dialectes de Normandie et d'Île-de-France. On dit qu'à cette époque le français était plus utilisé en Angleterre qu'en France,,.
Dès le XIIe siècle, le français a une influence dans la littérature médiévale italienne.
La langue française commence à prendre de l'importance dès 1250, lorsque Saint Louis commande une traduction de la Bible en français.

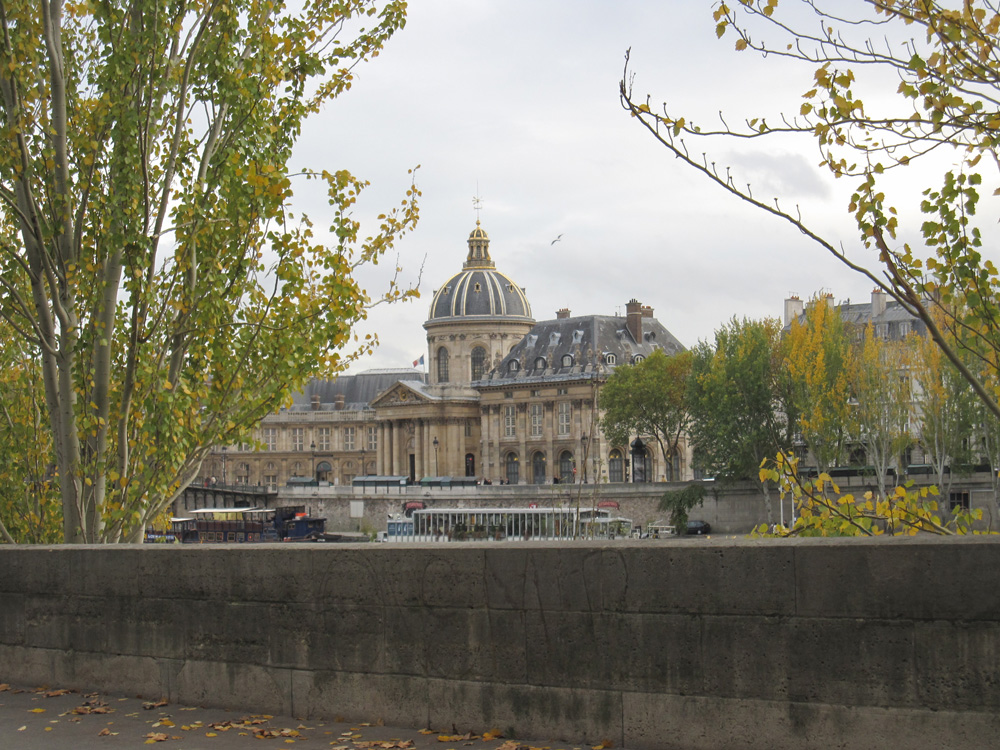
L'Académie française

À la fin du XIIIe siècle, c'est en langue d'oïl que le chroniqueur vénitien Martino Canal rédige sa Chronique des Vénitiens et assure, que « la langue française court le monde. »
Vers 1256, le célèbre philosophe et chancelier florentin Brunetto Latini (1220-1294) écrit en langue française son Livre du Trésor et s'en explique en déclarant que c'est là « la parlure plus délictable et commune à toutes gens. »
C'est au XIIIe siècle qu'apparurent des œuvres littéraires en français. En 1296 ou 1298, Marco Polo dicte ses récits de voyages en français dans la prison de Gênes,.
Au Moyen Âge, les devises royales étaient le plus souvent en français, par exemple celle du prestigieux Ordre de la Jarretière : « Honi soit qui mal y pense » et celle de la monarchie britannique : « Dieu et mon droit ». La devise des Pays-Bas est « Je maintiendrai ».
En 1346, pendant la guerre de Cent Ans, à Crécy, Édouard III roi d'Angleterre ne connaît pas d'autre langue que le français, comme son adversaire le roi de France. En 1362, l'anglais remplace le Law French en tant que langue officielle des tribunaux via l'acte des tribunaux anglais de 1362. Le discours judiciaire peut désormais être compris de tous et non la seule noblesse. La même année, l'anglais commence à être utilisé au Grand Conseil. C'est en 1385 que l'anglais remplace officiellement le français dans les grammar schools. Le français laisse ainsi l'anglais reprendre sa place en Angleterre.
Le Catholicon (du grec Καθολικόν, universel) est le premier dictionnaire trilingue rédigé en breton, français et latin. Il est ainsi l'un des premiers dictionnaires de breton et de français. Ses six mille entrées furent rédigées en 1464 par Jehan Lagadeuc et imprimées par Jehan Calvez le 5 novembre 1499 à Tréguier à l'initiative de Maitre Auffret Quoatqueveran, chanoine de Tréguier.

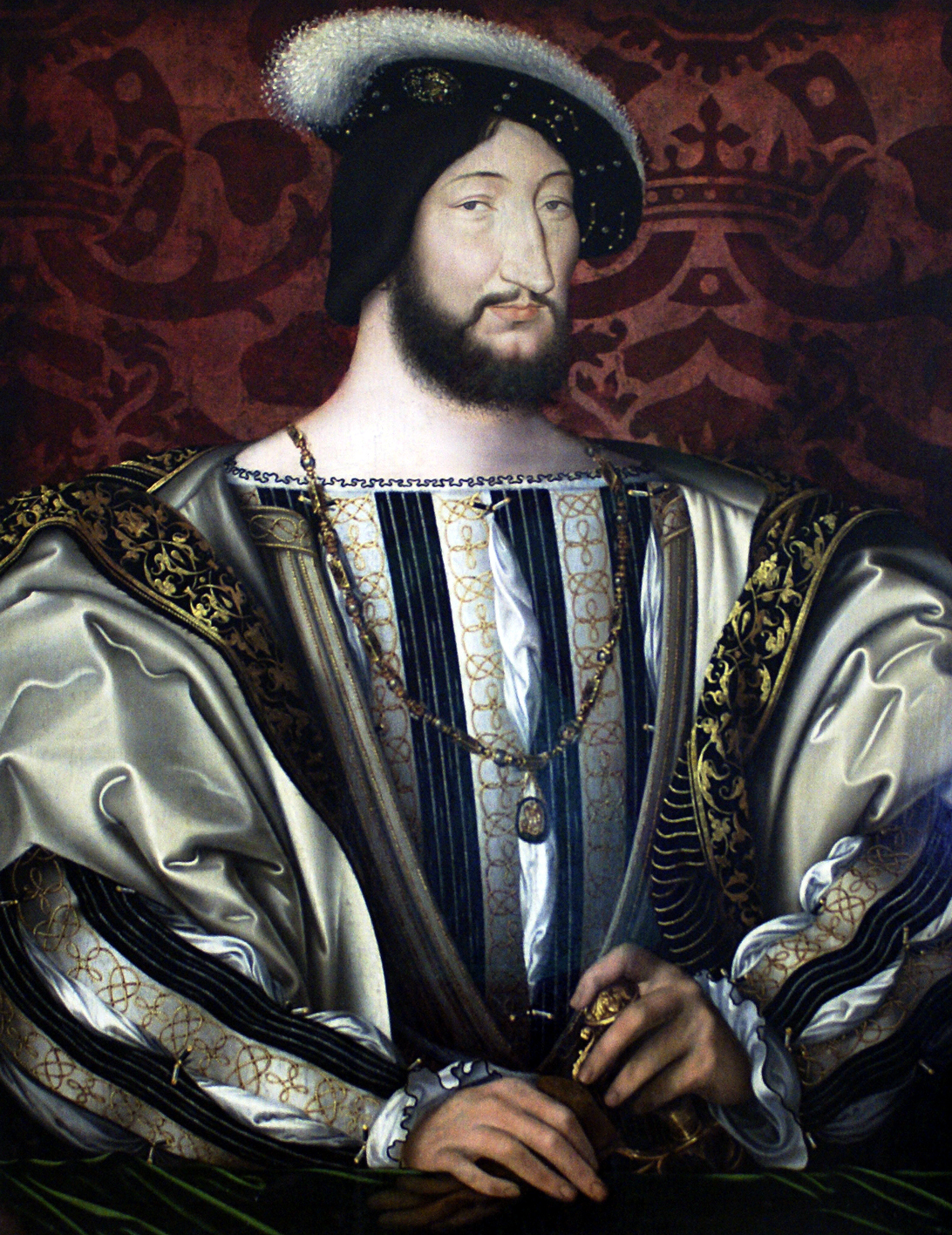
François Ier, roi de France signa en 1539 l'ordonnance de Villers-Cotterêts.

À Aoste est rédigé en 1532 le premier acte notarié en français. Dans le contexte des États de Savoie, les procès-verbaux officiels de l'Assemblée des États, puis du Conseil des Commis, passent du latin au français dès 1536, soit trois ans avant la France,,.
C'est en 1539 que débute officiellement la francisation de la France avec la proclamation de l'ordonnance de Villers-Cotterêts, signée par François Ier : elle impose le français comme langue du droit et de l'administration en France, en remplacement du latin. Cependant, il ne faut pas en conclure que tous les Français parlent cette langue : les historiens estiment que 10 % à 20 % de la population parle la langue du roi au XVIe siècle. Bien que l'ordonnance soit relativement longue avec ses 192 articles, seuls les articles 110 et 111 concernaient la langue :
Texte original :

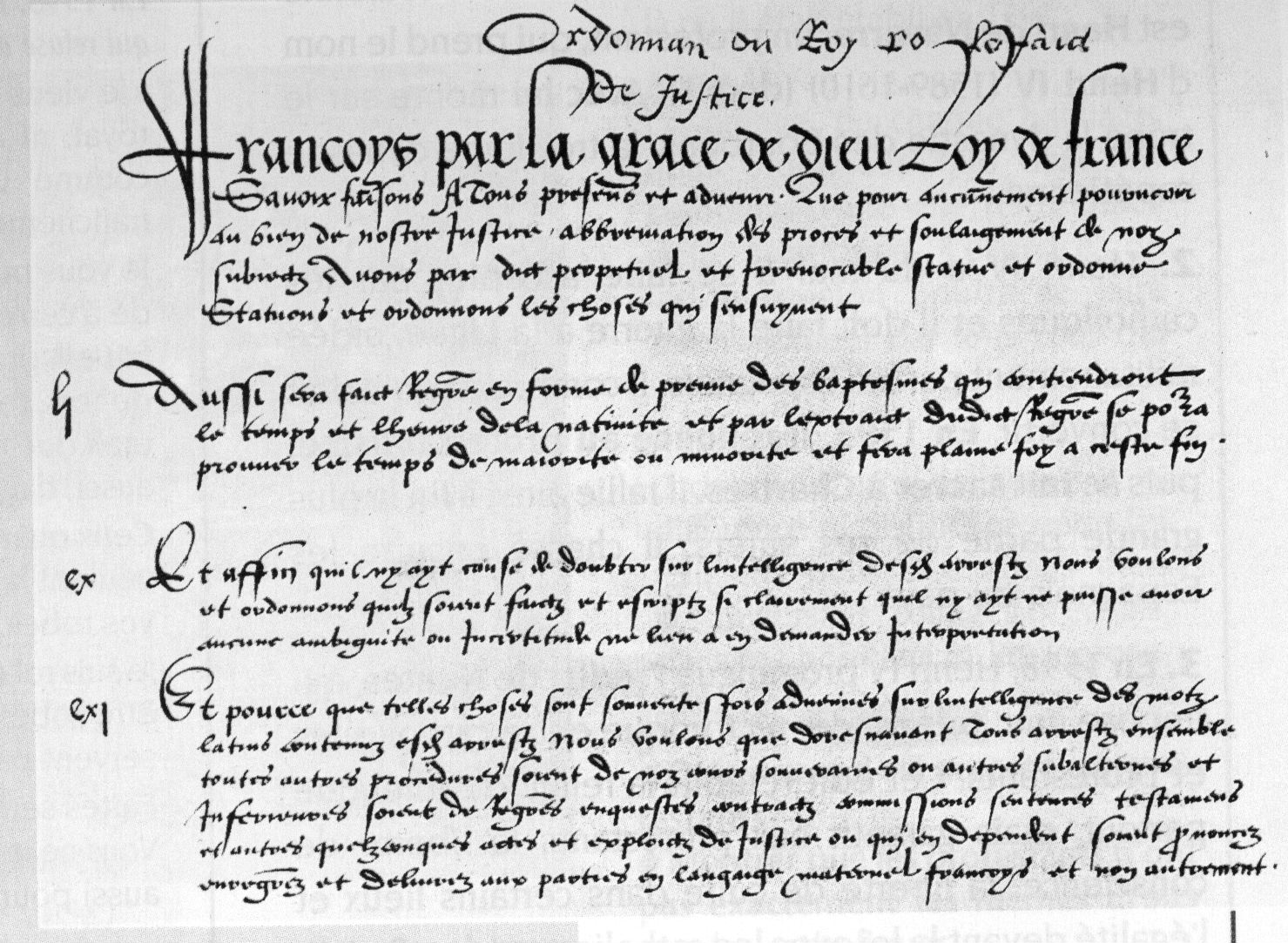
Copie du préambule et des articles toujours appliqués de l'ordonnance de Villers-Cotterêts.

- 110. Que les arretz soient clers et entendibles et afin qu'il n'y ayt cause de doubter sur l'intelligence desdictz Arretz, nous voullons et ordonnons qu'ilz soient faictz et escriptz si clerement qu'il n'y ayt ne puisse avoir aulcune ambiguite ou incertitude, ne lieu a en demander interpretacion.
- 111. Nous voulons que doresenavant tous arretz, ensemble toutes aultres procedeures, soient de noz courtz souveraines ou aultres subalternes et inférieures, soient de registres, enquestes, contractz, commissions, sentences, testamens et aultres quelzconques actes et exploictz de justice ou qui en deppendent, soient prononcez, enregistrez et delivrez aux parties en langaige maternel francoys et non aultrement.

En français moderne :
- 110. Que les arrêts soient clairs et intelligibles, et afin qu'il n'y ait pas de doutes sur la compréhension desdits arrêts, nous voulons et ordonnons qu'ils soient faits et écrits si clairement, qu'il n'y ait ni ne puisse avoir aucune ambigüité ou incertitude, ni lieu à demander interprétation.
- 111. Nous voulons donc que dorénavant tous arrêts, et ensemble toutes autres procédures, qu'il s'agisse de nos cours souveraines ou autres subalternes et inférieures, des registres, enquêtes, contrats, testaments et autres quelconques actes et exploits de justice ou qui en dépendent, soient prononcés, enregistrés et délivrés aux parties en langage maternel français et non autrement.

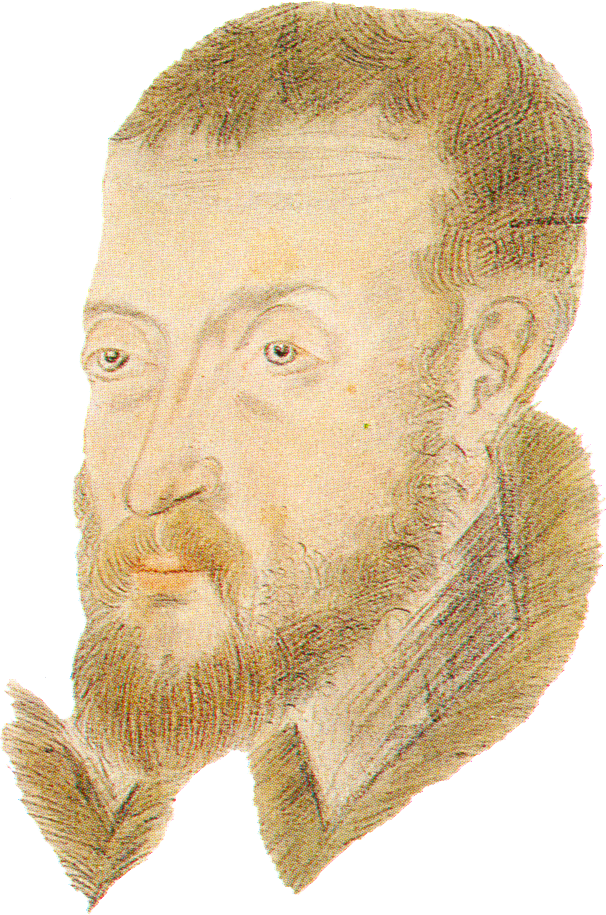
Joachim Du Bellay auteur en 1549 de la La Défense et illustration de la langue française.

En 1549, Joachim Du Bellay écrit La Défense et illustration de la langue française.
Au long du XVIIe siècle, le français s’impose comme langue scientifique et comme langue d'enseignement. En 1606, publication post mortem du premier dictionnaire de la langue française « Trésor de la langue française tant ancienne que moderne » de Jean Nicot. Le Discours de la méthode (1637) de René Descartes constitue une étape importante car il s'agit d'un des premiers essais philosophiques écrits en français et non en latin comme les Méditations sur la philosophie première. En réalité, René Descartes avait été censuré dans ses Méditations métaphysiques ; il avait donc réécrit son livre et l’avait publié sous le nom Discours de la méthode, en français, sachant que les élites ne liraient pas son livre car écrit en langue vernaculaire tandis que les lettrés ouverts à ses idées pourraient le lire sans craindre la menace de la censure.
Enfant du latin, le français le remplace en tant que langue internationale au XVIIe siècle avant de laisser à son tour sa place à l'anglais depuis la fin de la Seconde Guerre mondiale. La cause principale de cette hégémonie française tient à la puissance de l'État français à l'époque. En 1685, Pierre Bayle peut ainsi écrire que le français est « le point de communication de tous les peuples de l'Europe ». Le 6 mars 1714, le traité de Rastatt marquant la fin de la guerre de Succession d'Espagne est rédigé uniquement en français. Le célèbre philosophe et savant allemand, Gottfried Wilhelm Leibniz (1646-1716), écrivait le plus souvent en français.

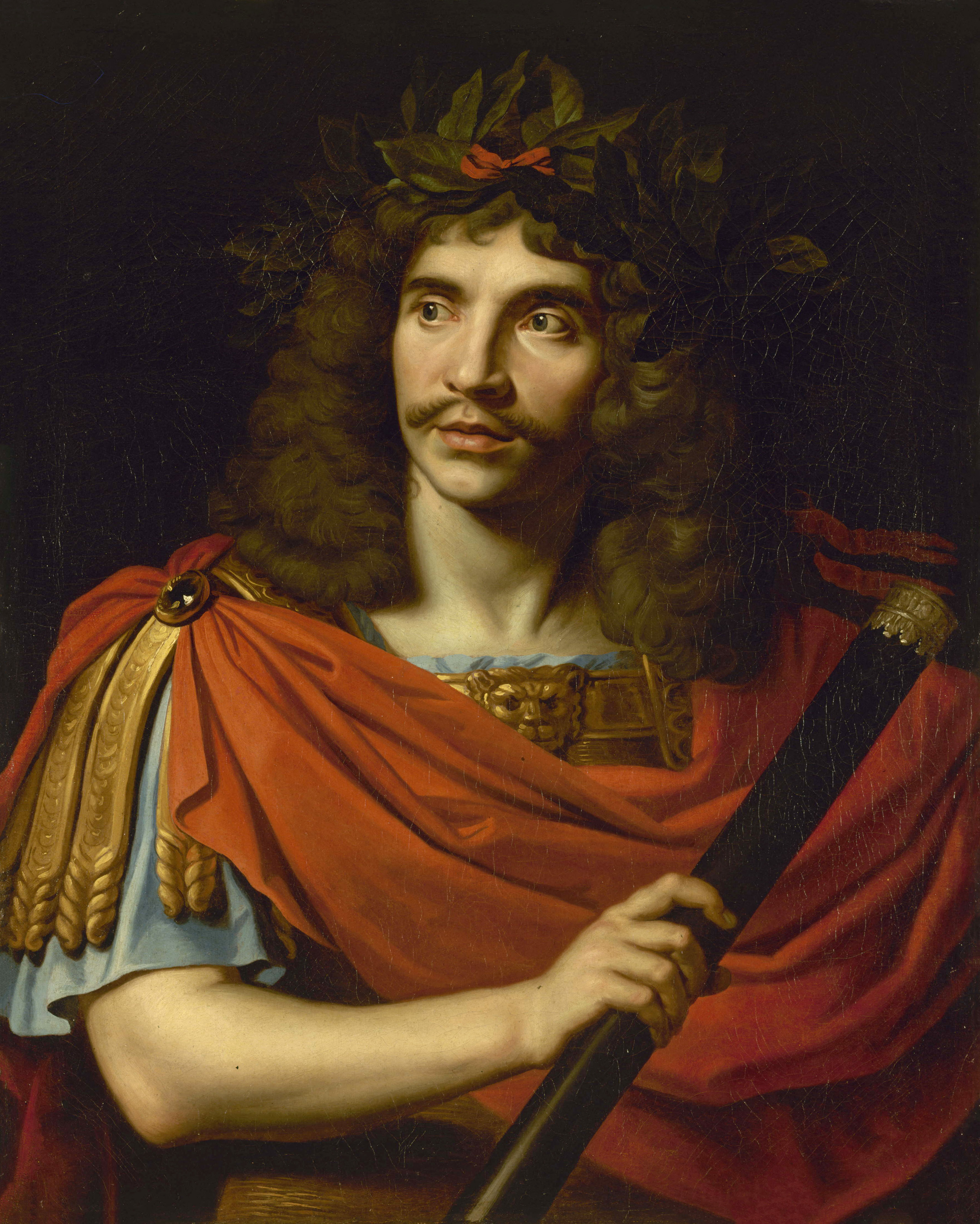
Le français est parfois surnommé « langue de Molière » (Nicolas Mignard, 1656, musée de la Vie romantique).

À Saint-Pétersbourg, Catherine II impératrice de Russie (1762-1796) fait rédiger tous les mémoires de l'Académie en français.
Frédéric II de Prusse (1740-1786) est un grand amateur de la langue française, il correspond en français avec Voltaire et écrit son autobiographie en français[réf. souhaitée], il ira jusqu'à remplacer le latin par le français à l'Académie de Berlin.
En 1777, le marquis de Caraccioli publie un livre intitulé L’Europe française ou Paris, le modèle des nations étrangères. En 1783, l'Académie de Berlin proposait, comme thème de concours aux écrivains, le sujet suivant : « Qu'est-ce qui a rendu la langue française universelle ? »,.
En 1892, le premier journal communautaire au monde est inventé en Australie, il est appelé Le Courrier australien.
En 1911, Jacques Novicow rédige un article nommé Le Français, langue auxiliaire de l'Europe. Cet article explique pourquoi le français devrait devenir la langue véhiculaire de toute l'Europe.
La maintenance de la langue française est suivie par : l'Académie française, la Délégation générale à la langue française et aux langues de France (DGLFLF), le Service de la langue française (Belgique), l'Office québécois de la langue française (OQLF), les Conseils supérieurs de la langue française de France, de Belgique et du Québec.
En 1985, la chaine francophone internationale TV5 Monde est fondée. Malgré des débuts très humbles, la chaîne grossit très rapidement et devient dans les années 2000 l'un des trois plus grands réseaux mondiaux de télévision, aux côtés de MTV et de CNN. En 2010, elle est surnommée « la plus grande classe de français du monde ».

## Dans le monde
| Le français dans le monde - Langue maternelle (créoles inclus) - Langue officielle - langue administrative, d'enseignement et de travail - langue importante, seconde et/ou de culture |

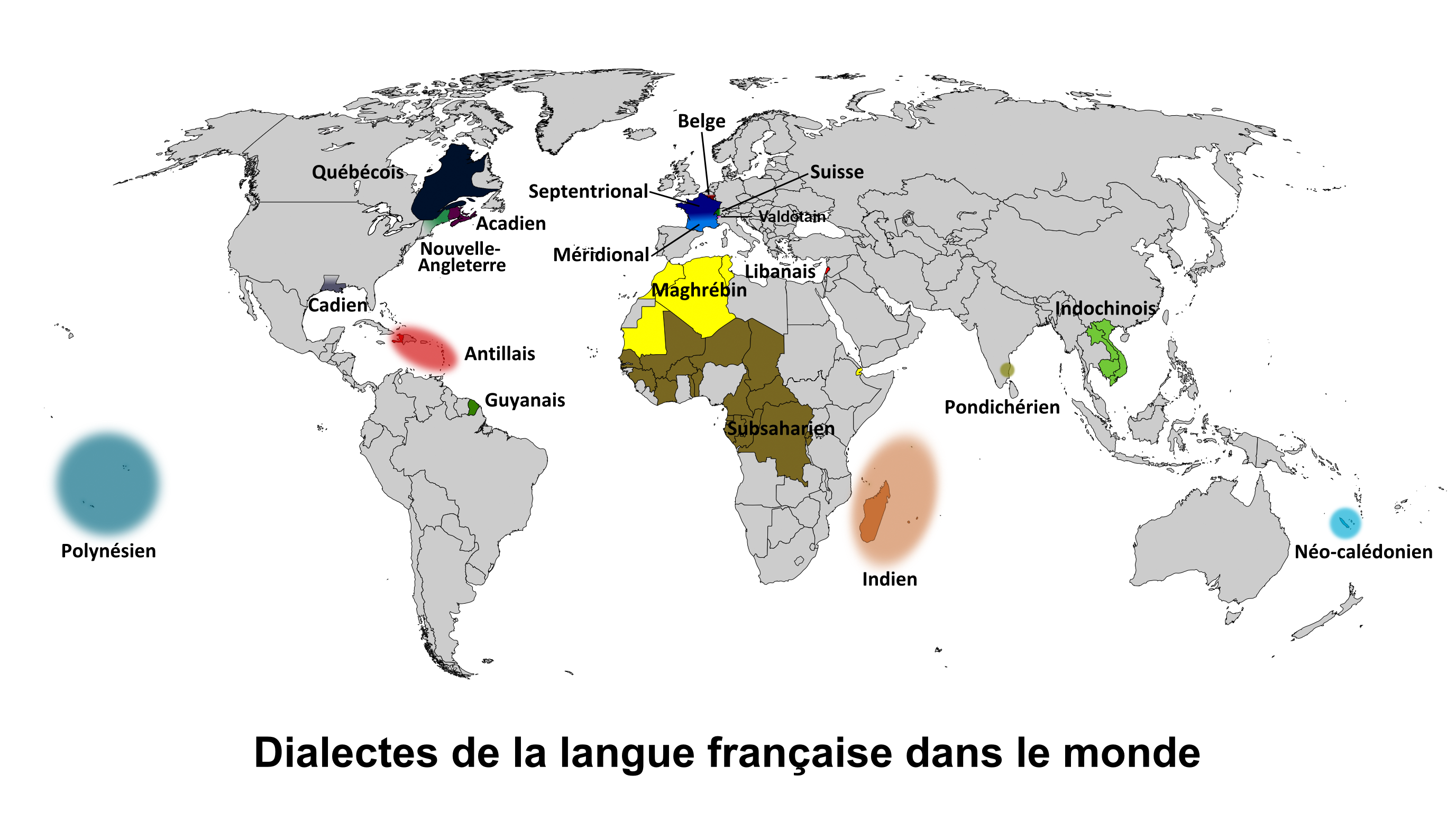
Variétés régionales de la langue française dans le monde.

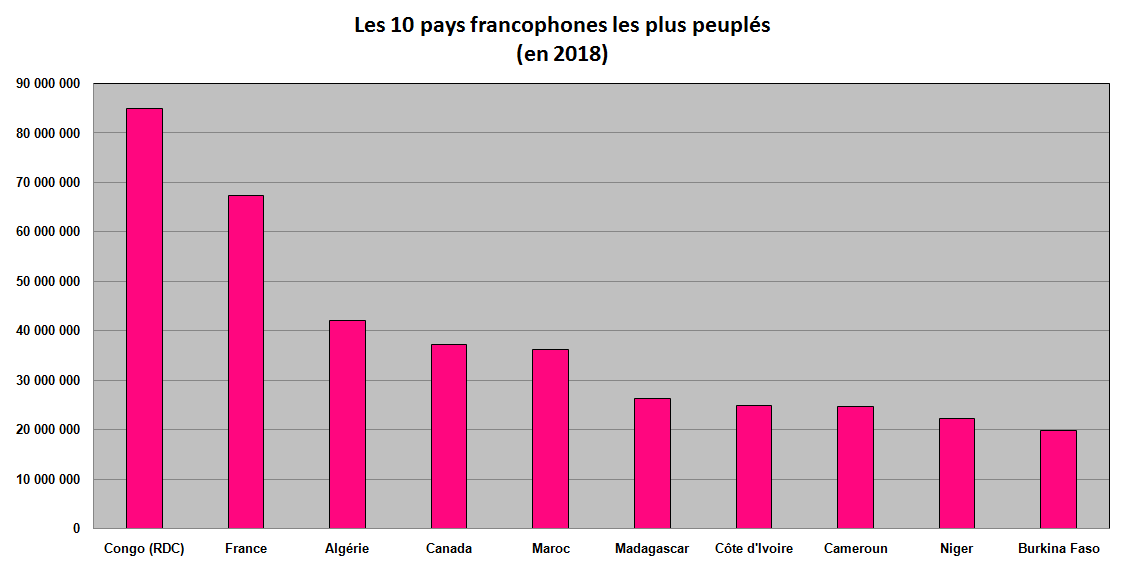
Les dix pays francophones les plus peuplés en 2018. Note : RDC désigne la République démocratique du Congo.

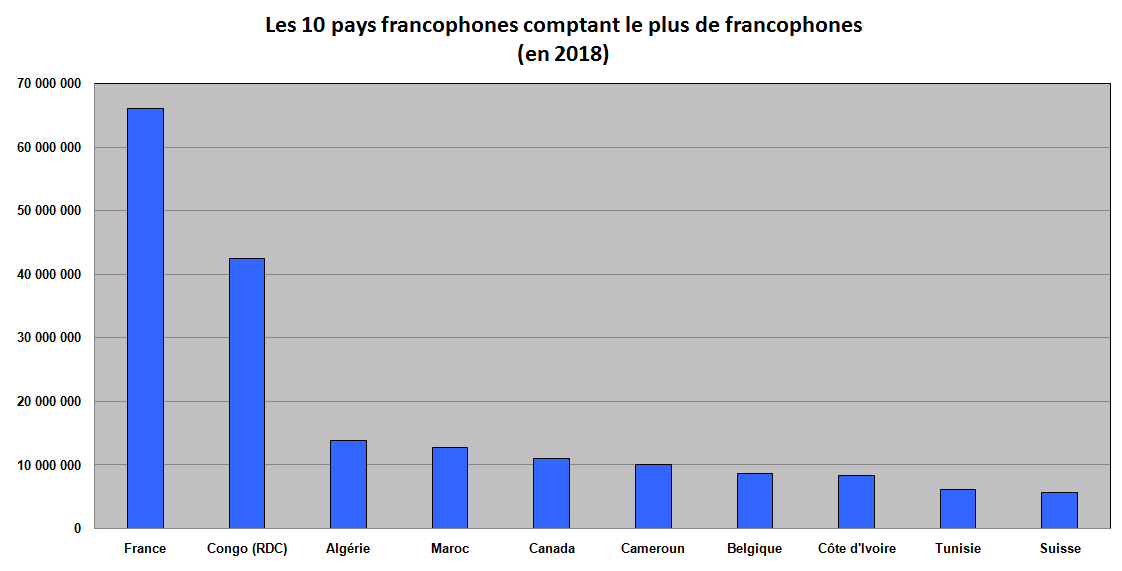
Les dix premiers pays francophones, en 2018, d'après l'Organisation internationale de la francophonie, selon le nombre de personnes sachant lire et écrire le français Note : les personnes sachant parler le français mais ne sachant pas le lire et l'écrire ne sont pas incluses.

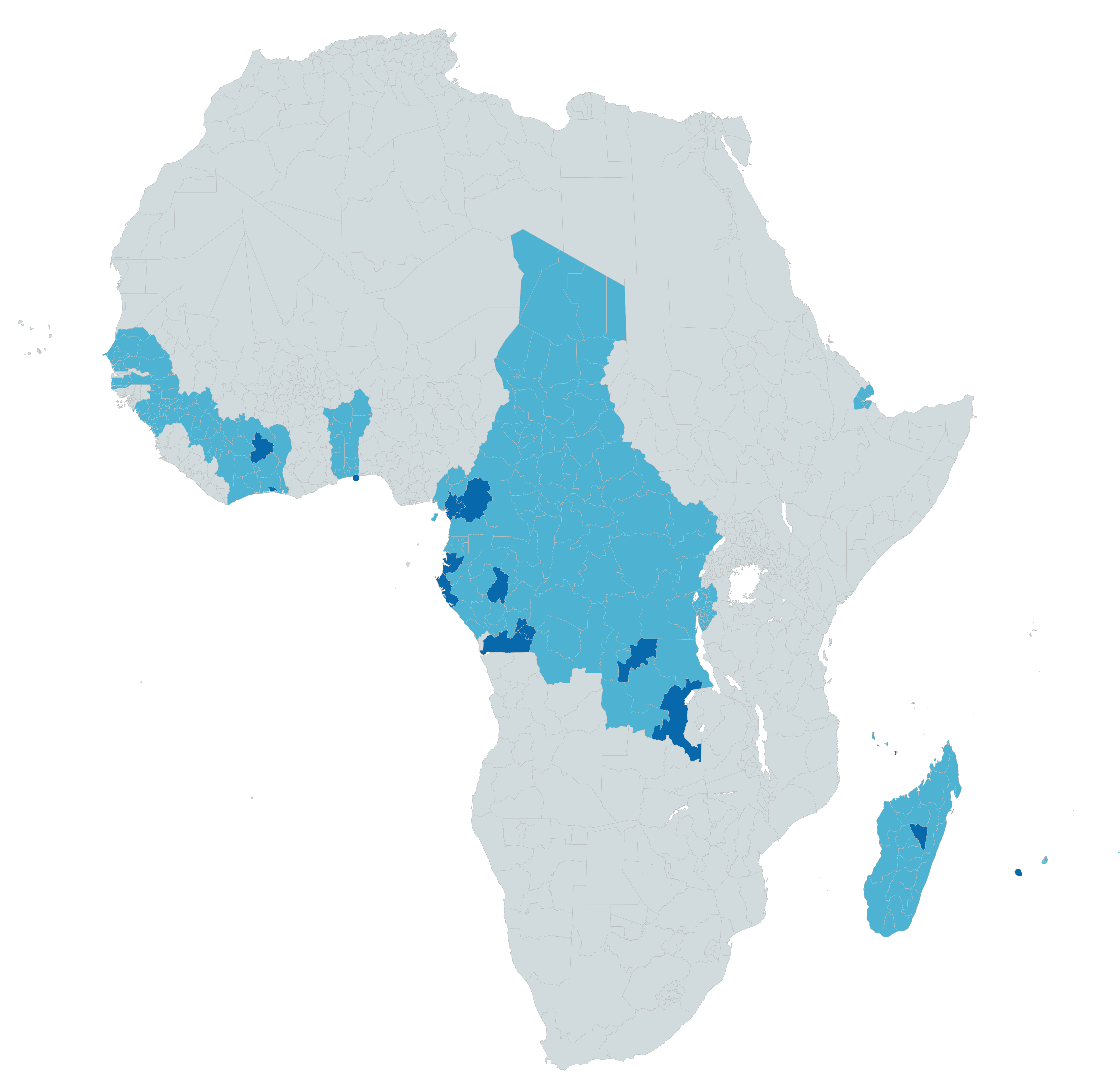
Français parlé (bleu clair) et natif (bleu foncé) en Afrique, 2025,.

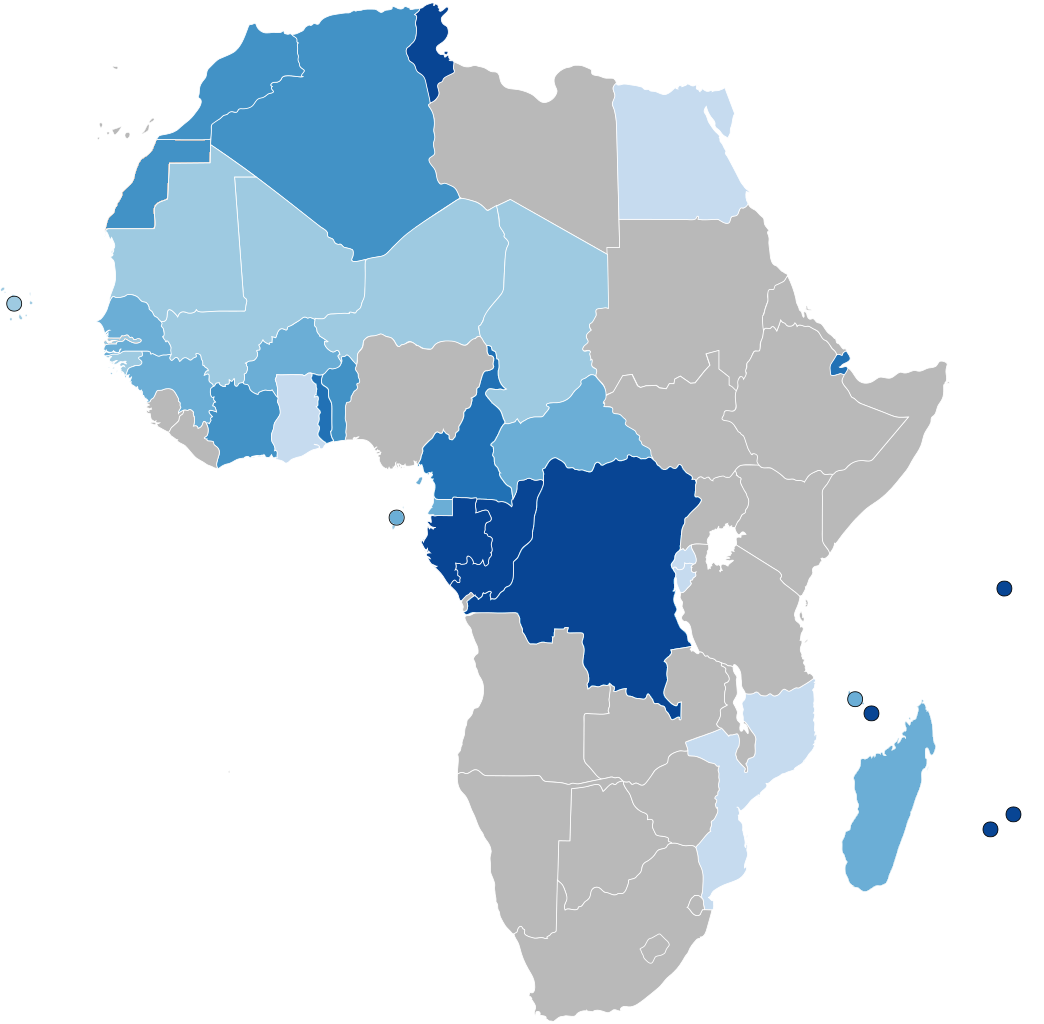
Pourcentage de locuteurs francophones par pays africain selon l'OIF en 2023 :
0-10%
11-20%
21-30%
31-40%
41-50%
>50%

En Europe, le français est la principale langue maternelle en France (pays avec la plus grande population ayant cette langue pour langue maternelle), en Belgique (en Wallonie et dans la région de Bruxelles-Capitale), à Monaco, au Luxembourg (où il est l'une des trois langues officielles du pays), en Suisse romande (le français est l'une des quatre langues officielles de la Suisse) et en Vallée d'Aoste (Italie).
En Amérique, le français est langue maternelle dans plusieurs provinces et territoires du Canada (principalement dans la province de Québec, dans une grande partie du Nouveau-Brunswick, mais aussi en Ontario, en Nouvelle-Écosse, à l'Île-du-Prince-Édouard, au Manitoba, au Yukon…), à Saint-Pierre-et-Miquelon (France), aux États-Unis (notamment en Louisiane et au Maine), en Guyane française, et, avec le créole, en Haïti et aux Petites Antilles (Guadeloupe, Martinique, Saint-Barthélemy, Saint-Martin).

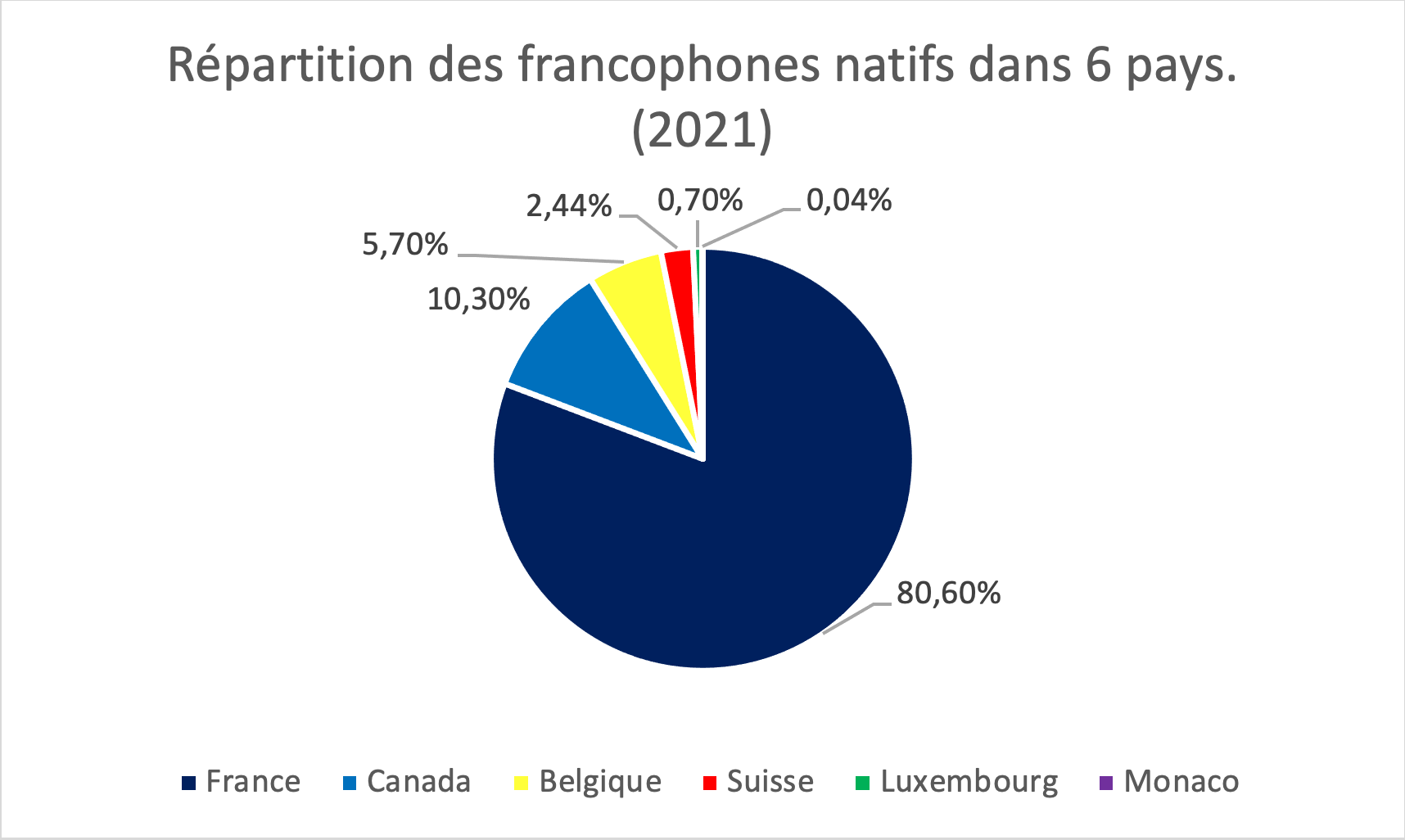
Répartition des francophones natifs dans 6 pays en 2021.

En Afrique, dans les pays dont il est langue officielle, il est parlé comme première langue surtout dans les milieux urbains. Ainsi, il existe des villes où les francophones natifs sont majoritaires en Côte d'Ivoire (Abidjan/Yamoussoukro), au Gabon (Libreville), au Cameroun et au Congo. Dans de nombreux pays d'Afrique du Nord, d'Afrique de l'Ouest, et d'Afrique centrale, le français est souvent parlé comme deuxième langue, comme en République démocratique du Congo, pays francophone le plus peuplé du monde (le français y est toutefois maitrisé à des degrés très divers par la population), l'un des 28 pays ayant le français pour langue officielle ou co-officielle.
Les pays africains francophones totalisent 488 millions de personnes en 2023, soit 33,6 % de la population du continent africain. Leur population devrait atteindre entre 870 millions et 879 millions d'habitants en 2050 pour une population totale du continent africain de 2,5 milliards d'habitants, soit 35,0 % à 35,3 % de la population du continent,. D'ores et déjà, il y a plus de francophones en Afrique qu'en Europe.
Ces pays ont pour la plupart fait partie des anciens empires coloniaux de la France et de la Belgique. Le français est également langue officielle à Djibouti. Dans l'Océan Indien, le français et des créoles français sont parlés à La Réunion, aux Seychelles et à l'île Maurice, et est langue officielle à Mayotte, aux Comores et à Madagascar. Il est aussi la langue des Terres australes et antarctiques françaises (bien que celles-ci soient inhabitées, elles reçoivent la présence de scientifiques et de militaires), où s'est développé un dialecte dit Taafien. En Océanie, le français est langue maternelle en Nouvelle-Calédonie, avec les langues kanak, et est parlé en Polynésie française, à Wallis-et-Futuna et au Vanuatu. En Asie, le français est encore présent à Pondichéry (Inde), ainsi qu'au Liban et comme langue de culture au Viêt Nam, au Laos et au Cambodge.
Le nombre de francophones (dans sa définition « sachant lire et écrire le français » incluant ceux qui parlent le français comme langue étrangère mais excluant arbitrairement ceux sachant juste le parler car ces statistiques sont difficiles à obtenir) dans le monde ne cesse d'augmenter passant de 106 millions en 1985 à 173,2 millions en 1997, 200 millions en 2005 et 300 millions en 2018. Dès 2015 « l'espace francophone » — dans lequel on inclut toute la population des pays pour lesquels le français a le statut de langue officielle — dépassera en population l'espace hispanophone et deviendra le 3e au monde après l'anglophone et le sinophone. De plus, les prévisions augurent une évolution exponentielle du nombre de francophones en fonction de l'éducation en Afrique, le nombre de francophones devrait atteindre 400 millions en 2025 puis 715 millions en 2050, c'est-à-dire être multiplié par quatre, alors que la population mondiale ne croitrait que de 1,5,. Divers scénarios possibles ont été étudiés et le nombre de francophones en 2060 pourrait varier de 368 millions pour le plus pessimiste à 1,2 milliard pour le plus optimiste.
La population francophone en explosion démographique devrait donc passer de 3 % en 2000 à plus de 8 % de la population mondiale en 2050.
La francisation dans le monde se fait aussi ressentir dans le fait que de plus en plus de pays rejoignent l'Organisation internationale de la francophonie (OIF). Alors que l'OIF ne comptait que 21 pays à sa fondation en 1967 (appelée anciennement Assemblée parlementaire de la francophonie), elle en compte 75 en 2010 (les derniers étant les Émirats arabes unis, la République dominicaine, le Monténégro, la Bosnie-Herzégovine et l'Estonie en 2010), ce qui en fait la plus grande organisation linguistique mondiale.
Dans les années 2000-2010, le français est appris comme langue étrangère dans de nombreux pays. Il semble même être la langue dont le nombre de locuteurs augmente le plus rapidement (en pourcentage) dans le monde, grâce au rayonnement international du français mais aussi au fait que les populations des pays composant la francophonie ne parlent pas toutes français, sans oublier que le français est la seule langue parlée sur tous les continents, avec l'anglais.
Le français est aussi la langue étrangère la plus apprise après l'anglais,. Les personnes apprenant le français sont aussi en forte augmentation, près de 30 % entre 1994 et 2004 tous continents confondus, l'Afrique étant en tête avec une augmentation de 60,37 % de 1994 à 2002, passant de 32 808 681 francophones en 1994 à 52 617 368 en 2002 et de 62 % de 1994 à 2004, suivie de l'Asie avec une augmentation de 48,8 % de 1994 à 2004.
En 2008, l'espace francophone représentait 20 % du commerce mondial des marchandises, en augmentation par rapport à 2005.
En 2008, les soixante-dix États et gouvernements de l'OIF totalisent 870 millions d'habitants, soit 13 % de la population mondiale.
En 2005, le nombre de personnes en contact avec la langue française était estimé à 250-300 millions ; ce nombre était censé atteindre 500 millions en 2010.
Le français est la langue officielle de nombreux pays. Il est largement utilisé dans un certain nombre d'autres pays. Une partie des nations utilisant cette langue est regroupée au sein de la « francophonie ». Dépassant le seul cadre linguistique, le Haut Conseil de la francophonie est une plateforme d'échanges impliquant un tiers des pays de la planète. Ce mouvement confirme une redéfinition de la place du français dans le monde. En 2010, une estimation du ministère français des affaires étrangères évalue à environ 200 millions le nombre de personnes capables de parler en français dans le monde.
En 1998, le Haut Conseil de la francophonie estimait les francophones « réels » à 112,6 millions auxquels il convient d'ajouter 60,6 millions de francophones qualifiés de « partiels » ou « occasionnels », soit 173,2 millions de francophones. De plus, 100 à 110 millions de « francisants », qui, d'après le rapport officiel, « ont appris le français pendant plusieurs années et en ont gardé une maitrise variable ou qui sont amenés à le pratiquer, même partiellement, pour leur métier. » Le même type d'étude avait été mené par ce même organisme en 1989 (rapport publié en 1990) avec 104,6 millions de francophones « réels » recensés et 54,2 millions de « partiels », soit 158,8 millions de francophones. La progression enregistrée est importante avec un gain de 14,4 millions en 9 ans. Deux millions de ces « nouveaux » francophones sont des Français, mais la majeure partie est localisée sur le continent africain. La République démocratique du Congo est d'ailleurs le premier pays francophone du monde. En extrapolant ces chiffres, le nombre des locuteurs « francophones natifs » peut être estimé à 115 millions en 2010 et 85 millions ceux qui ont appris le français, soit un total de 200 millions de personnes aptes à s'exprimer en français.

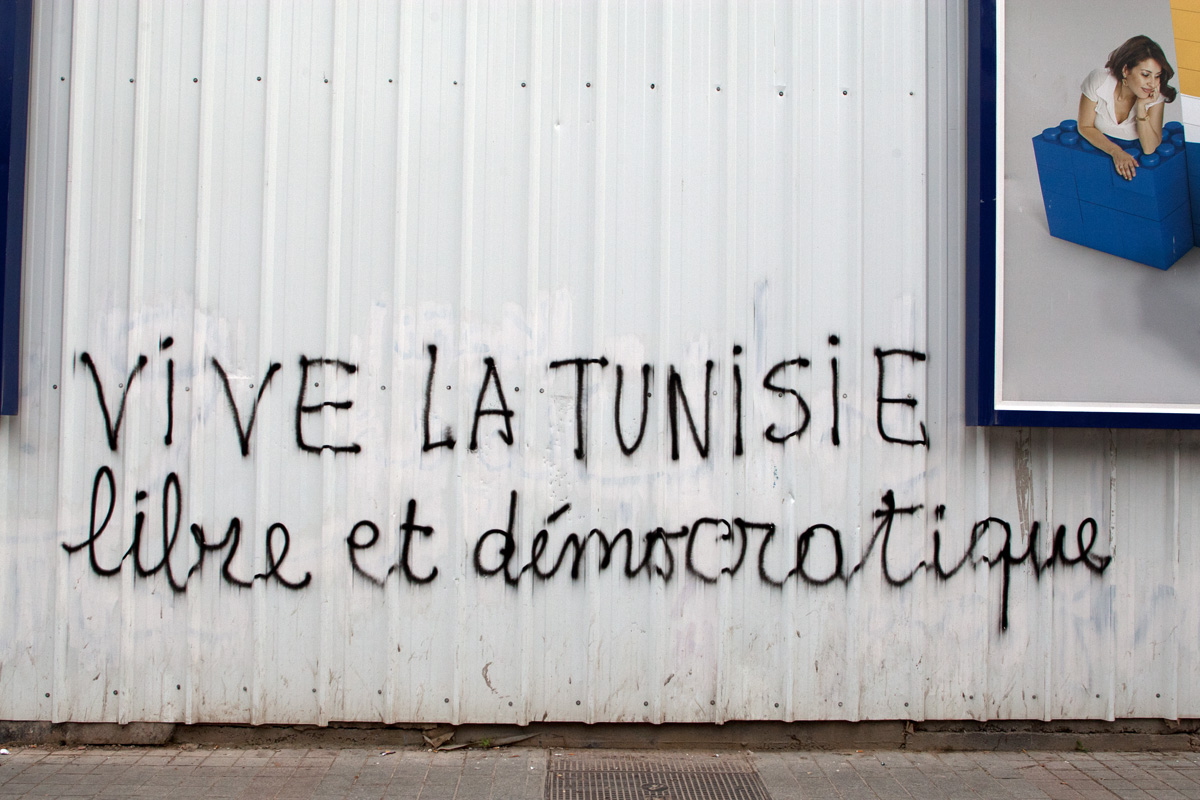
Graffiti sur l'avenue Habib-Bourguiba à Tunis en mars 2012.

Bien qu'il soit difficile de mesurer avec précision le nombre total de locuteurs d'une langue donnée, le français figure parmi les 10 langues les plus parlées du monde et la deuxième langue la plus rayonnante après l'anglais ainsi que la langue la plus enseignée après l'anglais. La version française de l'encyclopédie Wikipédia est la 5e en nombre de pages et la 6e en nombre de consultations.
Les projections des Nations unies ont développé plusieurs scénarios afin d'évaluer différentes hypothèses sur l'avenir de la francophonie. Les deux plus plausibles sont la plus optimiste et la plus pessimiste. L'avenir de la langue dépendant énormément du développement de l'éducation en Afrique, le nombre de locuteurs peut donc sensiblement varier. Selon le scénario le plus pessimiste, se basant simplement sur les chiffres actuels et les changements démographiques, les francophones seraient 300 millions de personnes dans le monde. Selon le scénario le plus optimiste, les chiffres seraient totalement différents. Avec l'éducation pour tous et l'importante croissance démographique de l'Afrique, on[Qui ?] estimerait le nombre de locuteurs francophones à plus de 680 millions. Bien sûr, cela ne se fera pas sans l'aide des pays francophones du nord.
Le poids démographique des francophones dans le monde prendrait alors une tout autre mesure : 8 % de la population mondiale serait francophone en 2050 contre 2,9 % aujourd'hui. Dans la perspective d'une scolarisation des pays du sud, les Africains représenteraient plus de 80 % du nombre total des francophones, tandis que les Européens n'en représenteraient plus que 11 %. Cela démontre l'importance et le poids de l'Afrique dans la francophonie, ainsi que l'importance de l'éducation dans ce même continent.
Le français est enseigné dans de nombreuses universités partout à travers le monde et il jouit d'un rayonnement notamment dans les mondes diplomatique, journalistique, judiciaire et universitaire.
Dans trois pays anglophones que sont le Canada anglais, le Royaume-Uni et l'Irlande, le français conserve le privilège d'être la première langue étrangère enseignée et loin devant les autres langues. Aux États-Unis, le français est la deuxième langue étrangère apprise, mais loin derrière l'espagnol. En Australie, dont le Japon est le deuxième partenaire économique, il est devancé de peu par le japonais.
Savoir si l'apprentissage du français est encore pertinent aujourd'hui ou déterminer s'il sera une langue importante dans le futur sont des questions présentes dans l'actualité. À titre d'exemple, on peut citer le débat médiatique récent à New York. Le 30 janvier 2014, le New York Times publiait un article qui mentionnait une hausse de l'enseignement du français dans la ville, notamment au sein de programmes bilingues où seulement l'espagnol et le mandarin sont plus importants. Quelques jours plus tard, le linguiste John McWhorter (en) attaquait frontalement l'article du New York Times sur son blog New Republic. Selon lui, l'apprentissage du français par les Américains est une caractéristique sociale qui s'ancre dans une vision dépassée où le français était encore la langue la plus parlée en Europe et où l'immigration n'avait pas encore explosé aux États-Unis. Pour McWhorter, il est aujourd'hui beaucoup plus cohérent que les jeunes Américains apprennent des langues comme le mandarin, l'espagnol, l'arabe ou encore le hindi. Pour autant, dans une étude parue en mars 2014 et reprise par le magazine Forbes, la banque d'investissement Natixis affirme que le français pourrait être d'ici à 2050 la langue la plus parlée au monde, notamment en raison de sa propagation rapide dans certaines zones où la population augmente très vite, particulièrement au sud du Sahara.

### Proportion de francophones dans diverses grandes villes
Pourcentage de personnes sachant lire, écrire et parler le français dans les grandes villes de la francophonie :
- Paris 99 %  (2010) ;
- Abidjan 99 %  (2009)[93] ;
- Libreville 99 %  (2010)[93] ;
- Douala 99 %  (2010)[93] ;
- Kinshasa 92 %  (2009)[93] ou 13 % (2010 ; 8 % en 2008)[103] ;
- Montréal 91,4 %  (2016)[104] ;
- Bruxelles 88,5 %  (2013)[105] ;
- Genève 75,8 %  (2000)[106] ;
- Dakar 74 %  (2010) ;
- Bamako 65 %  (2010)[93] ;
- Casablanca 47 %
- Alger entre 30 et 45 %[réf. nécessaire].

### Langue officielle et langue de travail

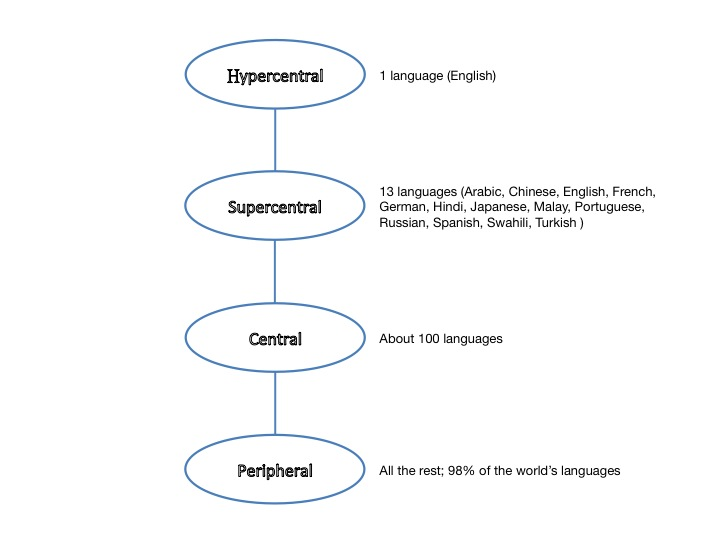
Le français est une langue internationale qui, dans la liste hiérarchique des langues d'Abram de Swaan, fait partie des langues supercentrales.
Traduction de l'image : une langue hypercentrale (anglais) ; 13 langues supercentrales (arabe, mandarin, anglais, français, allemand, hindi, japonais, malais, portugais, russe, espagnol, swahili, turc) ; langues centrales (environ 100) ; langues périphériques (toutes les autres, 98 % des langues du monde).

En 2016, le français est langue officielle de jure de 28 États et territoires dans le monde.

### Diffusion dans les relations internationales
Le français est la deuxième langue la plus fréquemment utilisée dans les rencontres internationales.
Le français est usité pour la diplomatie du Saint-Siège, le Vatican étant enregistré comme État francophone auprès des organisations internationales.

### Influence dans d'autres langues
| Latin                                                    | ≈29% |
| Français (d'abord français anglo-normand, puis français) | ≈29% |
| Germanique                                               | ≈26% |
| Grec                                                     | ≈6%  |
| Autres                                                   | ≈10% |

L'origine des mots anglais se décompose comme suit,:

Du XIVe siècle jusqu'aux années 1920, le français était la langue la plus utilisée dans des contextes de communication internationale (surtout la diplomatie), d'abord en Europe puis dans le monde entier à partir du XVIIe siècle. C'est pour cela que l'on retrouve des mots français dans beaucoup de langues. Mais la langue la plus francisée est sans aucun doute la langue anglaise à la suite de la conquête normande de l'Angleterre : son lexique est composé de près de 30 % de mots français, principalement du vieux français et du français anglo-normand, Hervé Lavenir de Buffon avance même le chiffre de 70 % à 72 %,. En outre, de nombreuses expressions françaises sont utilisées en anglais.

### Particularités dialectales du français de France
Le français est la langue officielle de la République française selon l'article 2 de la Constitution de 1958, qui précise : « La République participe également au développement de la solidarité et de la coopération entre les États et les peuples ayant le français en partage », dans l'article 87 de la Constitution.
Le français parlé de Paris a remplacé chez la presque totalité des locuteurs de la zone d'oïl les variétés locales de francilien. Les différences entre le français d’un jeune Normand et d’un jeune Parisien, par exemple, seront dans la plupart des cas minimes au regard de la diversité qui a existé historiquement en France dans le francilien même.
Le français d'Île-de-France, choisi pour codifier la langue, a constitué pendant longtemps la norme du français pour l'ensemble des francophones dans le monde, et continue d'exercer une influence sans pareille sur la langue française prise en son entier. C'est pour cette raison que les francophones débutants le prennent souvent comme point de référence auquel d'autres variétés de français peuvent être comparées.
Toutefois, certaines évolutions récentes du français de France par rapport à la norme traditionnelle du français, qui sont acceptées en France et même entérinées dans les dictionnaires (dont la quasi-totalité est publiée en France), ne passent pas inaperçues au Canada. Pour ce qui est de la prononciation, on peut penser par exemple à la suppression du l géminé dans « collègue », la prononciation /ut/ du mot « août », ou l'homophonie des mots « brin » et « brun ».
Un régionalisme caractéristique du français de France est appelé « francisme ». Voir aussi le débat sur la norme du français québécois.
La variation régionale du français peut être abordée de deux manières :
- en considérant que le français est un synonyme de la langue d'oïl, ce qui implique que tous les dialectes romans du domaine d'oïl sont des variétés dialectales du français (voir l'article Langue d'oïl) ;
- en se limitant à ce qui est appelé le « français régional », ensemble de variétés régionales dans le monde, qui restent très proches du français standard. C'est ce sens qui est développé ici.

Certains néologismes peuvent également être empruntés au vocabulaire du français régional. Les mots ou les expressions employés seulement dans certaines régions de la francophonie sont nommés « français régional », mais ils ne sont pas retenus par les dictionnaires académiques du français. Il ne s'agit pas de langue familière, mais bien du français qui a évolué de façon différente.
Dans une partie de la moitié nord de la France par exemple, le repas du matin s'appelle « petit déjeuner », celui du midi le « déjeuner » et celui du soir le « diner », le « souper » désignant la collation prise le soir après le spectacle : dans le Nord, en Normandie, Picardie, en Lorraine. En Franche-Comté, en Occitanie, au Québec, dans le reste du Canada, en Belgique et en Suisse, on dit « déjeuner », « diner » et « souper ». En Belgique, en Vallée d'Aoste et en Suisse, on dit « septante » (70) et « nonante » (90) ; en Suisse, plus précisément dans les cantons de Vaud, du Valais et de Fribourg, et en Vallée d'Aoste, on dit « huitante » (80) (la forme ancienne et de nos jours désuète de « huitante » étant « octante »). Au Québec, dans le reste du Canada, en Suisse, en Vallée d'Aoste, en Belgique et dans certaines régions françaises, on dit « tantôt » là où le français de Paris et le français africain utilisent « tout à l’heure », et en Normandie et en Anjou, il signifiera « cet après-midi » ; au Québec, également, « magasiner » pour « faire des courses » ou « faire les magasins », alors que ce mot est perçu comme un barbarisme en France. Au Sénégal et en Afrique francophone, on parle parfois d'« essencerie » par analogie avec les autres noms de lieux d'achat (boulangerie, pâtisserie, épicerie, etc.), alors que ce mot est également perçu comme un barbarisme en France. Au Québec et souvent dans le reste du Canada, on dit aussi « avoir une blonde » pour « avoir une petite amie » ou « avoir une copine », « avoir un chum » au lieu d'« avoir un petit ami » ou d'« avoir un copain », etc.
Les exemples de variations dialectales, comme dans beaucoup d'aires linguistiques, sont fort nombreux en français.

### Perception, représentation et identification des accents français
Les accents, de manière générale, sont caractérisés par une certaine prosodie et sont un véhicule d’informations sur les origines et le milieu socio-économique des individus. La diversité des accents, notamment en français, pose donc la question de la perception de ceux-ci et ce que cette perception implique. Effectivement, les accents, qu’ils soient natifs ou non natifs francophones, font l’objet d’un certain nombre de stéréotypes dans la mesure où la perception de ceux-ci est profondément subjective. Ainsi, selon une étude menée par la linguiste allemande Elissa Pustka, l’accent toulousain est par exemple perçu comme “chantant” par les Parisiens mais également comme “comique”. De ce fait, l’accent toulousain est dévalué par les Parisiens sur la base d’un stéréotype : ils émettent un certain jugement de valeur qui révèle une forme de hiérarchisation et qui souligne une certaine dimension sociale et identitaire au sein de la perception de l’accent. De plus, la perception, tout comme la variation, de l’accent diffère en fonction de l’origine géographique des locuteurs et locutrices. Par exemple, si en France un seul accent africain peut être perçu - car les stéréotypes qui entourent cet accent ne semblent pas prendre en compte la diversité ethnique africaine - en Afrique les accents sont bien distingués en fonction de leur région d’origine. Ainsi, cette découverte permet de rejeter l’idée d’un accent “panafricain”, comme le montrent Philippe Boula de Mareüil et Béatrice Akissi Boutin dans une étude conduite en Afrique de l’Ouest. Par ailleurs, selon une étude de 2014, les auditeurs français et suisses n’ont pas la même perception des diverses variétés d’accents. Les auditeurs français considèrent en effet que les locuteurs de Paris et de Genève présentent moins d’accent que les locuteurs des autres variétés suisses. À l’inverse, pour les auditeurs suisses, la plupart des accents suisses romands ne sont pas trop marqués et seuls les locuteurs de Nyon sont perçus comme ayant un accent plus prononcé.
La perception des accents est également le lieu d’une forme de hiérarchisation. En effet, certains accents sont valorisés socialement tandis que d’autres non, et ceci en fonction d’un certain nombre de stéréotypes et de croyances qui s’y rapportent. Ainsi, dans le cadre d’une expérience menée par Marion Didelot et lors de laquelle des personnes dont le français est la langue première devaient évaluer l’adéquation de certaines personnes à certains postes de travail, en fonction de leur accent, ce phénomène de hiérarchisation a été confirmé. Les résultats de l’étude montrent que la hiérarchisation ne se fait pas en fonction d’accent natif ou non natif mais bien par rapport à une certaine valeur sociale accordée à tel ou tel accent. Ainsi, un accent français non natif germanophone est mieux évalué qu’un accent natif ivoirien, montrant que c’est bien une certaine représentation sociale que l’on a de l’origine géographique de l’accent qui motive notre jugement. De ce fait, les discriminations en lien avec la prononciation restent une composante importante des discriminations sociales.
La valorisation, ou dévalorisation, des accents des autres se fait donc par rapport à une certaine représentation sociale que l’on a de l’origine géographique que l’on assigne aux accents. Il en va de même dans le cas des représentations qu’ont les personnes de leur propre accent et dans lesquelles on peut retrouver ces mêmes dynamiques de hiérarchisations et de valorisations. En effet, une personne décrivant son accent régional aura tendance à le valoriser en le comparant à d’autres accents régionaux, notamment par rapport à une idée de ce que devrait être le ‘vrai’ français. Ainsi, certains Marseillais décrivent leur accent en l’opposant à l’accent parisien et en insistant sur le fait qu’ils seraient garants d’une prononciation plus juste, valorisant de ce fait leur accent en fonction d’un certain idéal de la langue française.

## Prononciation

### Consonnes
|           | Bilabiale | Labio- dentale | Labio- palatale | Labio- vélaire | Dentale | Alvéolaire | Post- alvéolaire | Palatale | Vélaire | Uvulaire |
| --------- | --------- | -------------- | --------------- | -------------- | ------- | ---------- | ---------------- | -------- | ------- | -------- |
| Nasale    | m         |                |                 |                | n       |            |                  | ɲ        | ŋ       |          |
| Occlusive | p b       |                |                 |                | t d     |            |                  |          | k ɡ     |          |
| Fricative |           | f v            |                 |                |         | s z        | ʃ ʒ              |          |         | ʁ        |
| Spirante  |           |                | ɥ               | w              |         |            |                  | j        |         |          |
| Latérale  |           |                |                 |                |         | l          |                  |          |         |          |

1. ↑  Dans la prononciation actuelle, le phonème /ɲ/ se distingue de moins en moins de [nj].
2. ↑  Le phonème /ŋ/ est apparu relativement récemment, avec l'emprunt de mots d'origine anglaise ou chinoise. Les Européens ont tendance à le prononcer [ŋɡ], tandis que les Québécois ont tendance à le prononcer [ɲ]. En outre, il est fréquemment prononcé dans le sud de la France après une voyelle nasale (par exemple, Agen est localement prononcée [a.ˈʒɛŋ], contre [a.ˈʒɛ̃] à Paris. En Terre-Neuve le /ŋ/ est là, comme (gn) dans le mot montagne [mʊ̃taŋɘ]
3. ↑  Selon le locuteur, /ʁ/ peut se réaliser [χ], [ʀ], [x], [ɣ], [r], [ʁ] ou [ɾ]. Ce phénomène s'appelle variation allophonique.

### Voyelles
|            | Antérieure   | Centrale | Postérieure |
| Fermée     | i y          |          | u           |
| Mi-fermée  | e ø          |          | o           |
| Moyenne    |              | ə        |             |
| Mi-ouverte | ɛ (ɛː) ɛ̃ œ œ̃ |          | ɔ ɔ̃         |
| Ouverte    | a            |          | ɑ ɑ̃         |

1. ↑  En français de France, le phonème /ə/ est plutôt arrondi et peut être souvent confondu avec le phonème /ø/, le mot je étant par exemple prononcé comme le mot jeu, mais la distinction est encore maintenue en français québécois, suisse et belge.
2. ↑  La distinction entre /ɛ/ et /ɛː/, comme dans les mots « mettre » et « maître », est complètement perdue en français de France, mais elle est encore maintenue en français de Belgique et en français canadien. En français de Belgique, la distinction ne porte que sur la longueur tandis qu'en français québécois, le /ɛː/ se diphtongue souvent en [aɛ̯].
3. ↑  En français parisien moderne, en français de Belgique et en français de Suisse, /ɛ̃/ se prononce [æ̃].
4. ↑  Dans la prononciation actuelle des variétés de français parlées dans la moitié nord du territoire français, dont le français parisien moderne, /œ̃/ tend à disparaître au profit de /ɛ̃/, c'est-à-dire [æ̃]. Les deux phonèmes sont généralement bien conservés dans la moitié sud de la France, en Belgique et au Canada.
5. ↑  En français parisien moderne, en français de Belgique et en français de Suisse, /ɔ̃/ se prononce [õ].
6. ↑  La distinction entre /a/ et /ɑ/, comme dans les mots « patte » et « pâte » est perdue pour les plupart des locuteurs en France au profit systématique de [a], mais elle est toujours nette en Belgique et au Canada.
7. ↑  En français parisien moderne, en français de Belgique et en français de Suisse, /ɑ̃/ se prononce [ɒ̃].

## Grammaire
Une des caractéristiques de la grammaire française vis-à-vis de nombreuses langues vivantes est la richesse de ses temps et modes. Toutefois, cette richesse tend à se réduire à l'oral. Par exemple, certains temps, tel le passé simple, ne se trouvent guère plus qu'à l'écrit et le passé antérieur se réduit le plus souvent à un simple jeu de « style » oratoire avec des expressions diverses mais toutes construites autour du seul verbe être (j’eus été…, il eut été…).
Également, une partie non négligeable de la grammaire française (pluriels, personnes dans la conjugaison), n'est notable qu'à l'écrit (exemple : ils jouent, il joue).
La langue française est illustrée par de grands grammairiens comme Claude Favre de Vaugelas (première moitié du XVIIe siècle) et Maurice Grevisse (1895-1980), grammairien belge, auteur de la grammaire de référence Le Bon Usage.

## Orthographe et graphie
Le français est écrit (principalement) avec l'alphabet latin de base (26 lettres) étendu par quelques signes diacritiques (obligatoires) et ligatures (utilisées conventionnellement mais selon une convention moins respectée). L'écriture du français en écriture latine fait l'objet depuis plusieurs siècles de normes orthographiques assez précises, publiées, enseignées, généralement reconnues et acceptées mais pas toujours très bien respectées (ces normes ont évolué et se sont plus ou moins bien adaptées avec le temps).
D'autres écritures sont possibles pour écrire le français, notamment avec l'alphabet Braille (qui nécessite une adaptation de l'orthographe française existante, car le Braille est plus limitatif et apporte des contraintes propres à son utilisation).
Les transcriptions purement phonétiques utilisent l'alphabet phonétique international (API), mais elles sont utilisées uniquement pour préciser la prononciation (généralement uniquement sur le plan phonologique pour permettre une intercompréhension suffisante, et non la transcription phonétique exacte qui dépend de l'accent régional du locuteur). La transcription est assez facile aussi dans les alphabets grec et cyrillique grâce à l'existence de normes (utilisées pour la transcription officielle des toponymes et noms français), mais plus délicate et imprécise avec les écritures sémitiques (dans les langues qui utilisent ces écritures, l'écriture française normalisée est le plus souvent conservée.)

### Orthographe latine normalisée
L'Académie française et des institutions analogues d'autres pays francophones ont approuvé une série de rectifications orthographiques proposées en 1990 par un rapport du Conseil supérieur de la langue française. Ces rectifications portent sur moins de 3 % du vocabulaire. En outre, l'Académie française souligne que ces rectifications n'ont pas de caractère obligatoire, mais qu'elles sont recommandées.
Depuis son apparition comme dialecte du latin, l'orthographe du français a subi de nombreuses rectifications, mais l'habitude littéraire de réécrire les classiques dans l'orthographe officielle du moment donne une impression de continuité que la langue française écrite, en fait, n'a jamais eue. Ces rectifications orthographiques du français ont pour objectif de rendre le français plus « logique » et plus moderne tout en respectant l'étymologie, mais aussi de fixer des règles précises pour l'invention de néologisme. Ainsi les rectifications orthographiques de 1990 recommandent, par exemple, l'orthographe « chaine » plutôt que « chaîne », car le « î » ne sert à rien et n'a aucune justification étymologique.
Dans les faits, ces rectifications ne sont pas toujours suivies. La plupart des francophones s'en tiennent encore à l'orthographe traditionnelle. Cependant, bien que très contestées[réf. nécessaire], de nouvelles pratiques d'orthographes alternatives et non officielles ont suscité un certain intérêt auprès de personnes intéressées par une orthographe qu'ils préféraient plus conforme à la langue parlée (comportant moins de lettres muettes, par exemple) et surtout plus facile à apprendre.
Les nouvelles technologies de communication (sur des téléphones portables, notamment) ont vu le développement de nouvelles méthodes orthographiques (surtout par les jeunes), tentant à minimiser le nombre de lettres écrites dans un message SMS (Service de messagerie court des téléphones, limitant comme le télégramme la longueur des messages) initialement pour gagner en rapidité et surtout minimiser le coût de l'envoi mais cela n'est plus d'actualité avec les offres « SMS illimité » de nombreux opérateurs et l'apparition de la saisie intuitive.

### Ordre alphabétique
Le français, à quelques exceptions près, utilise l'alphabet latin. Voici comment il est en français : A a, B b, C c, D d, E e, F f, G g, H h, I i, J j, K k, L l, M m, N n, O o, P p, Q q, R r, S s, T t, U u, V v, W w, X x, Y y, Z z. La lettre V u du latin, qui était une semi-voyelle ([u] ou [w]) en latin, s'est divisée en V v et U u, comme dans tous les alphabets dérivés de l'alphabet latin d'aujourd'hui. Le K k et le W w ne sont utilisés que pour les mots d'origine étrangère ou dialectaux, ainsi que pour certaines unités et préfixes du Système international d'unités, par exemple le kilowatt. Le Q q est théoriquement toujours suivi du U u alors muet mais pas en position finale. Dans les coqs il est même suivi d'un s, muet il est vrai. Le I i latin a donné naissance au J j. Le H h ne se prononce pas seul, à l'initiale il est totalement muet dans les mots d'origine gréco-latine (l'heure, l'Hadès), il interdit l'élision et la liaison dans les mots d'origine germanique (la haine), tandis que précédé de C c et/ou de S s (sauf dans certains mots souvent d'origine grecque comme chaos, chlamyde, ou s'il fait partie d'un préfixe) représente le [ʃ]. Précédé de P p il représente le phi grec et se prononce [f], ailleurs il est muet. Le A a, le C c, le E e, le I i, le O o, le U u et le Y y peuvent recevoir des diacritiques, comme dans le tableau ci-dessous. Il existe également des lettres, qui sont en fait des fusions de lettres, qui ne comptent pas dans l'alphabet, comme les lettres diacritées.
| Tri primaire   |  |   |   |   |   |   |   | - | – | — | , | ; | : | ! | ? | . | …     | … | ’ | ’ | ’ | " | " | " | ( | ) | [ | ] | { | } | § | ¶ |
| Tri secondaire |  |   |   |   |   |   |   | - | – | — | , | ; | : | ! | ? | . | …     | … | ’ | ’ | ’ | " | " | " | ( | ) | [ | ] | { | } | § | ¶ |
| Tri tertiaire  |  | _ | ´ | ` | ˆ | ˜ | ¨ | - | – | — | , | ; | : | ! | ? | . | . . . | … | ’ | ‘ | ’ | " | « | » | ( | ) | [ | ] | { | } | § | ¶ |

Suite de la table :
| Tri primaire   | @ | * | / | \ | & | # | % | ° | + | ± | ÷ | × | < | = | > | \| | $ | £ | € | 0 | 1 | 2 | 3 | 4 | 5 | 6 | 7 | 8 | 9 |
| Tri secondaire | @ | * | / | \ | & | # | % | ° | + | ± | ÷ | × | < | = | > | \| | $ | £ | € | 0 | 1 | 2 | 3 | 4 | 5 | 6 | 7 | 8 | 9 |
| Tri tertiaire  | @ | * | / | \ | & | # | % | ° | + | ± | ÷ | × | < | = | > | \| | $ | £ | € | 0 | 1 | 2 | 3 | 4 | 5 | 6 | 7 | 8 | 9 |

Suite de la table :
| Tri primaire   | a | a | a | a | a | a | a e | a e | b | b | c | c | c | c | d | d | e | e | e | e | e | e | e | e | e | e | f | f | g | g |
| Tri secondaire | a | a | à | à | â | â | æ   | æ   | b | b | c | c | ç | ç | d | d | e | e | é | é | è | è | ê | ê | ë | ë | f | f | g | g |
| Tri tertiaire  | a | A | à | À | â | Â | æ   | Æ   | b | B | c | C | ç | Ç | d | D | e | E | é | É | è | È | ê | Ê | ë | Ë | f | F | g | G |

Suite de la table :
| Tri primaire   | h | h | i | i | i | i | i | i | j | j | k | k | l | l | m | m | n | n | o | o | o | o | o e | o e | p | p | q | q | r | r |
| Tri secondaire | h | h | i | i | î | î | ï | ï | j | j | k | k | l | l | m | m | n | n | o | o | ô | ô | œ   | œ   | p | p | q | q | r | r |
| Tri tertiaire  | h | H | i | I | î | Î | ï | Ï | j | J | k | K | l | L | m | M | n | N | o | O | ô | Ô | œ   | Œ   | p | P | q | Q | r | R |

Suite de la table :
| Tri primaire   | s | s | t | t | u | u | u | u | u | u | u | u | v | v | w | w | x | x | y | y | y | y | z | z |
| Tri secondaire | s | s | t | t | u | u | ù | ù | û | û | ü | ü | v | v | w | w | x | x | y | y | ÿ | ÿ | z | z |
| Tri tertiaire  | s | S | t | T | u | U | ù | Ù | û | Û | ü | Ü | v | V | w | W | x | X | y | Y | ÿ | Ÿ | z | Z |

L'algorithme de tri est multiniveau, conformément à la spécification des algorithmes d'ordonnancement normalisés UCA (d'Unicode) :
1. dans un premier temps, les différences de casse et d'accents sont ignorées, de même que, pour certains types de tri, tous les séparateurs de mots et la ponctuation. L'alphabet français utilise des digrammes et trigrammes pour noter certaines lettres ; cependant, ils ne sont pas considérés comme des lettres distinctes de l'alphabet (comme c’est le cas en breton). Toutes les lettres latines ne sont pas utilisées, mais peuvent apparaitre dans des mots importés (notamment des noms propres et toponymes non traduits, mais le plus souvent transcrits littéralement depuis une autre écriture) : ces mots, qui contiennent des lettres supplémentaires (comme þ, etc.) après ceux contenant les autres lettres sont alors classés ; cependant certains dictionnaires peuvent classer ces lettres latines supplémentaires d'après leur translittération dans l'alphabet de base, comme þ, la lettre nordique thorn, classé comme th) ;
2. en français (comme en breton), les différences secondaires (d'accents principalement) seront normalement triées en comparant d'abord les derniers caractères des textes ou mots à classer, et non les premières lettres de ces textes ;
3. enfin les séparateurs de mots, la ponctuation, les symboles et les différences de casse et accents sont considérés dans le sens de lecture normal.

L'orthographe française utilise l'ensemble des lettres de base de l'alphabet latin (sur fond vert ci-dessous) et leurs variantes (sur fond blanc) et les séparateurs orthographiques (en jaune, dont l'espace ; les autres symboles de ponctuation sont traités comme l'espace) ; les symboles mathématiques et monétaires (sur fond orange) sont classés avant les chiffres. Les nombres sont écrits avec les chiffres décimaux arabo-européens (sur fond bleu).
La table ci-dessous (conforme à la table d'ordonnancement par défaut d'Unicode (DUCET), seulement adaptée pour l'alphabet de base français et le cas particulier de ligature œ qui n'est pas considérée comme une lettre de l'alphabet français mais une forme typographique recommandée ; l'ordonnancement par défaut d'Unicode classe déjà la ligature spécifiquement française œ comme deux lettres) ne liste aucune autre lettre empruntée à une autre langue : d'autres caractères spécifiques peuvent être aussi employés tels que des ligatures purement typographiques non différenciées sur les plans alphabétique et orthographique, différents symboles techniques, des signes de ponctuation supplémentaires, et des lettres empruntées à d'autres langues que le français. Les caractères ignorés durant les premiers niveaux de tri (ou traités pour ce niveau comme s'ils étaient d'autres caractères indiqués en italique et traités pour cette phase comme ces caractères séparés) sont marqués d'un fond gris pour ces phases.

### Spécificités typographiques
Plusieurs conventions typographiques ont souvent la force de convention orthographique en français, et font l'objet de corrections fréquentes, destinées à préciser le texte écrit.

#### Espaces et tirets séparant les paragraphes, phrases et mots
Au sein d'un même paragraphe, les phrases doivent être terminées par des ponctuations finales (qui sont le point, le point d'exclamation, le point d'interrogation et les points de suspension). Deux paragraphes de même niveau ne sont normalement pas séparés si ceux-ci se terminent par une virgule, un point-virgule ou un signe deux points ; ces signes lient ensemble deux phrases qui se complètent mutuellement, et une espace simple et sécable suit ces ponctuations séparatrices mais non finales.
À l'exception des paragraphes de titres, quand ils ne forment pas une phrase complète, et des paragraphes introduisant une liste (devant être terminés par une ponctuation non finale, c'est-à-dire le plus souvent un signe deux points, parfois un point-virgule), tous les paragraphes doivent être terminés par une ponctuation finale. Une même phrase ne doit pas être coupée en deux paragraphes distincts.
Cependant, dans les listes à puces ou numérotées, les sous-paragraphes constituant les éléments de la liste et terminés sont séparés par une virgule ou un point-virgule, si la liste entière complète la phrase commencée dans un paragraphe précédant cette liste énumérative. Les listes, qu'elles soient énumératives ou non, ne devraient comporter aucun élément non terminé par une ponctuation, ne serait-ce qu'une virgule ou un point-virgule ; le dernier élément de la liste se terminera toujours par un point (sauf si la phrase se poursuit dans le paragraphe suivant après la liste elle-même, qui n'en est qu'une partie et qui devrait se limiter à une simple énumération).
Entre deux phrases d'un même paragraphe, l'espace qui sépare la première phrase (terminée par une ponctuation finale) de la phrase suivante est préférablement une espace simple et sécable (contrairement aux conventions typographiques anglaises qui préfèrent une espace agrandie, ou bien deux espaces simples dans les textes dactylographiés). Si une séparation sémantique est vraiment nécessaire en français, on[Qui ?] préférera séparer les phrases dans deux paragraphes distincts ; dans les autres cas, une séparation par une espace élargie n'est pas nécessaire dans les textes en français.
Entre les mots d'une même phrase, ou après une virgule, avant ou après une citation au sein d'une phrase, un espace simple sécable est utilisé. Aucun espace ne doit être mis entre un mot et une ponctuation simple (virgule en milieu de phrase ou point en fin de phrase), les deux éléments étant inséparables même en cas de césure. Les seules ponctuations qui peuvent être précédées d'une espace simple sont les ponctuations ouvrantes (de parenthèses, crochets, accolades, guillemets, ou tiret cadratin d'aparté) ; cette espace simple est même nécessaire si cette ponctuation n'est pas en tête de paragraphe mais introduit et sépare un sous-paragraphe au milieu ou à la fin d'une autre phrase.
Aucune espace ne sépare le trait d'union reliant les mots d'un même mot composé ; il en est de même pour le tiret demi-cadratin séparant les deux bornes d'un intervalle (de date, ou de lieux distincts).

#### Espace fine insécable française
Cette espace fine insécable française devrait toujours être placée avant tous les signes de ponctuation comportant deux glyphes séparés (à l'intérieur des guillemets doubles, et avant le point-virgule, les deux points, le point d'exclamation et le point d'interrogation).
L'espace fine insécable devrait aussi être utilisée comme séparateur de groupement de chiffres, tels que les milliers dans les nombres cardinaux ou les numéros de téléphone ou d'identification (au lieu de l'espace simple souvent jugée trop large car elle peut permettre l'insertion d'un chiffre dans l'espace laissé vide, voire d'une virgule décimale si le nombre est initialement écrit sans décimales, mais surtout car l'espace simple est sécable et la césure des nombres est généralement indésirable sauf là où elle est explicitement utilisée pour les très grands nombres). Les années sont des nombres ordinaux (non cardinaux, car ils n'indiquent pas une quantité mais un rang exact) et on ne doit donc pas y séparer le chiffre des milliers par une espace (cette convention n'est pas requise pour les années préhistoriques ou futures très lointaines car ce sont des estimations scientifiques quantitatives).

#### Règles de césure françaises
La césure d'un texte long peut se faire partout où figure une espace sécable entre deux mots. Elle laisse cette espace en fin de ligne, et commence la ligne suivante directement avec le mot qui suit cette espace. Il est donc permis de couper les phrases. Si cela n'est pas suffisant, la césure française au milieu d'un mot s'écrit avec un petit tiret de césure (semblable au trait d'union des mots composés) uniquement après la première partie du mot coupé, et aucun tiret au début de la ligne suivante où le mot se poursuit. Les conventions typographiques déconseillent fortement la césure si celle-ci laisse une syllabe de seulement une lettre ou deux séparée du reste du mot (que cette syllabe soit au début du mot et en fin de ligne, ou en fin de mot et en début de ligne), car cela rend la lecture plus difficile. Certains éditeurs permettent d'imposer d'autres contraintes typographiques, en augmentant le nombre de lettres suffisantes pour détacher une syllabe d'un mot.
Les règles de césure semblent assez intuitives en français pour les locuteurs natifs qui savent reconnaître les syllabes : une césure peut être uniquement effectuée entre deux syllabes. Cependant cela doit correspondre aux syllabes morphologiques et non aux syllabes phonétiques qui peuvent attacher deux morphèmes distincts composant le même mot. De plus des césures sont jugées indésirables si le mot ainsi coupé peut être interprété comme deux mots composés prenant un autre sens (par exemple « consacré » ne peut être coupé en « con-sacré »). Cela nécessite donc un dictionnaire de césures ou la connaissance de la langue pour trouver les nombreuses exceptions à la règle phonétique simple.
De même, une césure peut être effectuée après le trait d'union reliant les mots d'un mot composé, ou après le tiret demi-cadratin séparant les bornes d'un intervalle (sans ajouter aucun tiret supplémentaire pour la césure elle-même). La césure est interdite avant ou après une apostrophe d'élision placée entre deux mots attachés ensemble et dont les lettres avant et après l'apostrophe forment une même syllabe phonétique.

#### Apostrophe française
Le français ne différencie normalement pas (orthographiquement) les trois formes typographiques différentes de l'apostrophe ; cependant, la forme typographique hautement recommandée est orientée et non verticale, utilisant le même signe (généralement en forme de petit 9 plein en exposant, parfois aussi en forme de coin fin orienté vers la base du caractère à sa gauche, c'est-à-dire comme une virgule haute) que le signe simple de ponctuation à droite d'une citation courte. Toutefois, les claviers français ne permettent souvent pas de la saisir : l'apostrophe dactylographique (en forme de coin vertical orienté vers le bas) est donc très souvent présente dans les textes français..
L'apostrophe française marque l'élision grammaticale des dernières lettres muettes de mots très courants dont le e final n'est normalement pas muet (mais le devient avant le mot suivant dont l'initiale est une voyelle ou un h muet non aspiré) : cette élision contextuelle est obligatoire à la fin des mots « ce », « de », « jusque », « le », « lorsque », « me », « ne », « puisque », « que », « se », « te » et supprime non seulement leur e final, mais aussi l'espace qui le sépare du mot suivant, remplacée par cette apostrophe d'élision (on observe une règle similaire d'élision marquée par l'apostrophe en italien). L'élision est utilisée aussi dans certains mots composés comme « grand'rue » ou le mot autrefois composé « aujourd'hui » (devenu inséparable et un mot unique, le terme « hui » du vieux français ayant totalement disparu partout ailleurs en français moderne).

#### Citations et guillemets
Pour encadrer les citations, le français utilise les guillemets doubles (en chevrons « … » pour la citation principale, en forme de doubles apostrophes hautes “…” pour les citations internes) qui devraient être séparés du texte cité par une espace fine insécable française (dont la largeur devrait être d'au moins un sixième de em, contrairement à la typographie anglaise où cette fine n'excède pas un huitième de em, et peut donc être omis si la fine anglaise n'est pas supportée : c'est souvent le cas car les signes de ponctuation qui nécessitent cet espace fine incluent déjà cette espace suffisante dans le glyphe présent dans les polices de caractères utilisées). Cependant, il est admis d'utiliser en français une espace insécable normale.

#### Écriture des nombres simples dans les textes français
Pour les petits nombres entiers positifs ou nuls (exprimables par un seul mot), il est d'usage de les écrire en toutes lettres plutôt qu'en chiffres dans les textes (de « zéro » à « seize », « vingt », « cent » et « mille », voire « mil » pour le nombre ordinal uniquement) ; cependant les nombres romains (en lettres latines capitales) sont systématiquement utilisés pour les nombres ordinaux représentant un ordre de règne, et souvent aussi pour un numéro de volume, de tome, ou de chapitre.
Excepté les nombres qui doivent être écrits en chiffres romains, les dates qui peuvent être écrites en chiffres et les quelques cas particuliers, comme les citations d'un texte où un nombre est écrit en chiffres, écrire un nombre en chiffres est une faute de français.

#### Lettres majuscules et lettres en capitales
La distinction entre lettre minuscule (bas de casse) et lettre capitale (ou petite capitale ou majuscule) n'est pas sémantique mais typographique selon des conventions très strictes en français dictées par la grammaire (contrairement à l'anglais où ces conventions typographiques varient suivant les pays et les sources).
La distinction sémantique entre lettre majuscule et lettre minuscule revêt un caractère obligatoire et unique en français (mais aussi en anglais) ; elle est utilisée comme distinction significative dans les dictionnaires français dont les entrées principales écrivent toutes les lettres minuscules (sémantiques) en lettres minuscules (typographiques) et toutes les lettres majuscules (sémantiques) en lettres capitales (typographiques) :
- la lettre majuscule (sémantique) est utilisée systématiquement pour la seule lettre initiale des mots significatifs des noms propres (noms de famille, prénoms), toponymes, gentilés et ethnonymes, titres d'œuvres, et certaines désignations honorifiques placées avant le nom (par exemple, Monseigneur ou Maitre) ou leur abréviation (par exemple, Mgr pour Monseigneur, Me pour Maitre), à l'exception des articles définis et adverbes qui peuvent s'articuler et se contracter. Les autres lettres des constituants de noms propres sont toutes des minuscules (sémantiques). Les majuscules sont également utilisées pour toutes les lettres des sigles imprononçables autrement que lettre à lettre, et pour toutes les lettres, ou seulement la première, des acronymes ;
- les mots communs français sont orthographiés entièrement sans aucune majuscule quel que soit le contexte.

Les lettres minuscules (sémantiques) s'écrivent normalement en minuscules (typographiques) partout où c'est possible en français (mais peuvent s'écrire aussi en petites capitales pour certains paragraphes utilisant ce style), et seulement dans certains cas très précis en capitales : une lettre minuscule (sémantique) s'écrira en capitale si, et seulement si, c'est l'initiale du premier mot d'une phrase (ou d'un titre principal) et dans ce cas on ne doit pas l'écrire non plus en petite capitale. L'anglais est beaucoup plus permissif et autorise la capitalisation de toutes les minuscules initiales de tous les mots ou seulement de certains mots, voire aucun.
Les lettres majuscules (sémantiques) s'écrivent toujours en lettres capitales, jamais en lettres minuscules typographiques (c'est alors une erreur orthographique en français), et normalement jamais en petites capitales (sauf parfois si tout le paragraphe est écrit en petites capitales, mais il est hautement recommandé même dans ce cas de conserver l'écriture capitale de toutes les majuscules).

## Enseignement

### Comme langue étrangère
« FLE » redirige ici. Pour les autres significations, voir FLE (homonymie).
Le français langue étrangère (dont l'acronyme courant, FLE, se prononce [flə]) est la langue française lorsqu'elle est enseignée à des non francophones, dans un but culturel, professionnel ou encore touristique. Il est parfois distingué du français langue seconde (FLS) et de l'alphabétisation en français, bien qu'il s'agisse du même domaine de recherche et parfois des mêmes enseignants.
Le français est appris et enseigné comme langue étrangère partout dans le monde. Les deux principaux réseaux qui diffusent la langue française sont celui des Alliances françaises et celui des Instituts français. Différents manuels sont utilisés comme supports de l'enseignement.
Les enseignants peuvent être formés dans les universités des pays francophones, ou à l'Alliance française Paris Île-de-France. Un « étudiant en FLE » suit une formation le préparant à être professeur, examinateur ou ingénieur pédagogique spécialisé dans le FLE.
De façon générale, le français demeure une des langues les plus enseignées dans le monde.

### Comme langue seconde
Le français langue seconde (FLS ou FL2) est un concept susceptible de connaître plusieurs définitions. Il est apparu pour décrire l'ensemble des situations d'appropriation du français où les concepts de français langue maternelle (FLM) et de français langue étrangère (FLE) se sont révélés insuffisants.
Dans leur Cours de didactique du français langue étrangère et seconde (p. 94-97), Jean-Pierre Cuq et Isabelle Gruca distinguent deux types de définitions du FLS :
- « Le premier type est directement issu de la sociolinguistique anglo-saxonne. » Pierre Martinez, qui le défend, le résume parfaitement : « Il est clair qu'on gagne beaucoup à appeler langue seconde tout système acquis chronologiquement après la langue première ».
- La seconde acception est plus stricte. En sciences du langage en France, le français langue seconde est une langue de nature étrangère qui se distingue des autres langues étrangères par ses valeurs statutaires, en raison de la situation sociolinguistique, comme le français en Afrique dite francophone.

## Défense

### Francisation et éducation en français en France

#### Avant la Révolution
Jusqu'à la fin du XVIIIe siècle, les élèves de France apprennent toujours à lire en latin, qui a toujours le statut de langue de transmission du savoir. Le français est enseigné de manière rudimentaire : simples notions d'orthographe et de grammaire. De plus, les classes se déroulent toujours en dialecte local afin de se faire comprendre des élèves, car ces dialectes sont toujours utilisés comme langue courante en France.
Dans son rapport de juin 1794, l'abbé Grégoire révéla que le français était uniquement et « exclusivement » parlé dans « environ 15 départements » (sur 83). Il lui paraissait paradoxal, et pour le moins insupportable, de constater que moins de 3 millions de Français sur 28 parlaient la langue nationale, alors que sur le territoire de la Nouvelle-France, celle-ci était utilisée et unifiée depuis plus de 100 ans de Bâton-Rouge à Montréal. La francisation du territoire se fait au détriment des autres langues de France, causant notamment des séquelles psychologiques et des tensions.

#### Révolution
La Révolution française marque une amplification considérable de la francisation du territoire avec le « plan Talleyrand », qui prévoit de n'enseigner que le français afin de chasser cette « foule de dialectes corrompus, derniers vestiges de la féodalité ». Pour la première fois, sont associées langue et nation, le français est alors considéré comme le ciment de l'unité nationale.
Le 17 novembre 1794, en vue d'accélérer la francisation dans les campagnes, la Convention nationale adopte le décret de Joseph Lakanal et, le lendemain, toujours sur proposition de Lakanal, est décidée la création de 24 000 écoles primaires (une école par 1 000 habitants). Le gouvernement veut que le français s'impose là où il y a des écoles. Le décret du 27 janvier 1794 ordonne aux instituteurs de n'enseigner qu'en français « dans les campagnes de plusieurs départements dont les habitants parlent divers idiomes. »

#### XIXesiècle
En Europe, au XIXe siècle, le français devient une langue diplomatique de premier plan ; en plus d'être appris par l'aristocratie, il s'exporte dans les colonies.
Au début du XIXe siècle, le ministère de l'Éducation nationale trouve que la francisation est trop lente. Les autorités décident donc de nommer des professeurs hors de leur région d'origine pour les rendre incapables de communiquer en langue régionale avec les habitants et donc les forcer à utiliser le français. Les dialectes cèdent donc progressivement la place à un enseignement du français. La loi Guizot de 1833 amplifie le phénomène de francisation : « l'instruction primaire comprend nécessairement […] les éléments de la langue française. » En 1831, les lois visant à la francisation continuent à être votées, par exemple cette directive de monsieur Auguste Romieu, sous-préfet de Quimper : « Multiplions les écoles, créons pour l'amélioration morale de la race humaine quelques-unes de ces primes que nous réservons aux chevaux ; faisons que le clergé nous seconde en n'accordant la première communion qu'aux seuls enfants qui parleront le français […]. » Dans toutes les écoles, l'enseignement doit être fait en français, comme il est remarqué dans les règlements locaux, par exemple le règlement pour les écoles primaires élémentaires de l'arrondissement de Lorient, adopté par le Comité supérieur de l'arrondissement en 1836 et approuvé par le recteur en 1842.
En 1863, sous le Second Empire, d'après une enquête lancée par Victor Duruy, 8 381 communes sur 37 510, environ le quart de la population rurale, ne parle pas français.
L'article 19[De quoi ?] ordonne que « Chaque classe commence et se termine par une prière en français, qui est arrêtée par le comité local sur proposition du curé ». L'article 21 édicte qu'« il est défendu aux élèves de parler breton, même pendant la récréation et de proférer aucune parole grossière. Aucun livre breton ne devra être admis ni toléré. S'exprimer en breton et parler « grossièrement » font l'objet de la même prohibition. »
Vers 1880, le ministre de l'Instruction publique Jules Ferry et Jules Simon introduisent la notion de rédaction et de composition, puis l'étude de la littérature afin d'évoquer la dimension culturelle de la langue française.
La loi Ferry, en 1881, institue la gratuité de l'école primaire, et, en 1882, la rend obligatoire, imposant finalement la langue nationale sur tout le territoire français, et la démocratisant. Pourtant en 1863, sur 38 millions de Français, 7,5 millions ne connaissaient pas la « langue nationale ». D'après les témoignages de l'époque[Laquelle ?], les enfants des villages ne retenaient presque rien du français appris à l'école, celui-ci « ne laisse pas plus de trace que le latin n'en laisse à la plupart des élèves sortis des collèges ». Les élèves reparlent leur patois à la maison.

#### XXesiècle
Au cours du XXe siècle et jusque dans les années 1960, les gouvernements ont adopté pas moins de quarante lois concernant surtout l'enseignement, la presse, l'administration et l'orthographe.
La Grande Guerre accélère grandement la francisation de la France, des hommes de toutes les régions se retrouvant ensemble à combattre, avec comme seule langue commune le français, sous peine de mort.
En 1925, Anatole de Monzie, ministre de l'Instruction publique, proclame : « Pour l'unité linguistique de la France, il faut que la langue bretonne disparaisse. » En 1926, le grammairien Ferdinand Brunot écrit dans son Histoire de la langue française que les patois sont encore bien vivants dans les campagnes. Au XVIIIe siècle, comme de nos jours, le patois est chez lui partout où « l'on cause au village » […]. À l'heure actuelle, le français est la langue des villes, le patois, la langue des campagnes.
La Seconde Guerre mondiale constitue un tournant, tant par le massacre d'élites francophiles en Europe de l'Est, que par la montée en puissance de l'anglais comme langue véhiculaire internationale.

La défense de la langue française est le fait d'hommes d'État, comme Charles de Gaulle, qui réussit à imposer le français comme langue de travail aux Nations unies à la conférence de San Francisco en 1945, et Georges Pompidou, qui déclare : « Si nous reculons sur notre langue, nous serons emportés purement et simplement » ou encore Naoya Shiga, l'un des grands éminents écrivains japonais, proposa l'adoption du français comme langue nationale au lieu du japonais. En effet le Japon en cours de reconstruction était prêt à effectuer de grands changements et Naoya considérait le français comme « la plus belle langue du monde »,. Il dit du français : 

« C'est ainsi qu'il vaut mieux, à mon sens, adopter avec courage et franchise la meilleure langue, la plus belle langue du monde comme langue nationale. Pour cela, c’est la langue française qui me semble aujourd’hui la plus appropriée. […] Je ne suis pas très compétent en langue étrangère et je ne dispose pas de connaissances concrètes pour insister avec conviction sur l'adoption du français comme langue nationale. Mais les raisons pour lesquelles le français me semble le plus approprié sont les suivantes : d’abord, la France est un pays culturellement avancé ; de plus, elle a quelques points communs avec les Japonais, comme j’ai pu le vérifier par ma lecture des romans français ; ensuite, d'après ce qu'on dit, la poésie française a aussi certains éléments en partage avec les waka et les haïkus japonais ; enfin, il semble que la langue française ait atteint un haut niveau d’élaboration grâce aux hommes de lettres. C'est pourquoi le français me semble la meilleure langue possible. »

Le 7 janvier 1972, le gouvernement français promulgue le décret no 72-9 relatif à l'enrichissement de la langue française, prévoyant l'institution de commissions ministérielles de terminologie pour l'enrichissement du vocabulaire français.
En 1972, Georges Pompidou, alors président de la République, déclare au sujet des langues régionales : « Il n'y a pas de place pour les langues et cultures régionales dans une France qui doit marquer l'Europe de son sceau. »
C'est sous la présidence de François Mitterrand (1981 - 1995) que les premières mesures pour conserver les langues régionales en voie de disparition sont prises, comme l'annonce le discours de François Mitterrand de 1981, à Lorient : « Le temps est venu d'un statut des langues et cultures de France qui leur reconnaisse une existence réelle. Le temps est venu de leur ouvrir grandes les portes de l'école, de la radio et de la télévision permettant leur diffusion, de leur accorder toute la place qu'elles méritent dans la vie publique. » Pourtant, en mai 1997, l'inspecteur de l'Éducation nationale Daniel Gauchon déclarait qu'il fallait privilégier la culture et la langue françaises et non pas les langues régionales. La révision constitutionnelle du 25 juin 1992 insère à l'article 2 de la constitution française la phrase : « La langue de la République est le français. »
Contrairement à d'autres langues, les pays et régions francophones ont instauré beaucoup d'organismes chargés d'inventer une terminologie française, et d'assurer « la défense et l'expansion de la langue », comme l'Académie française, qui rend obligatoires certains mots nouveaux, mais encore l'Association française de terminologie, qui travaille en collaboration avec l'Office québécois de la langue française (OQLF) et le Service de la langue française de la Communauté française de Belgique, la délégation générale à la langue française et aux langues de France, ou même l'OIF, l'Organisation internationale de la francophonie, qui est chargée de protéger la francophonie mondiale et de participer à son expansion (la France est un des soixante-dix membres).

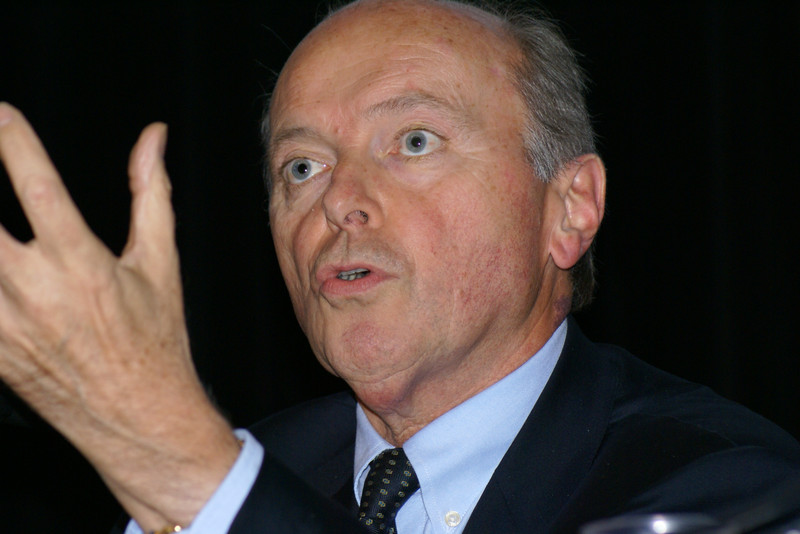
Jacques Toubon (ici en 2009), ministre de la Culture en 1994.

Une autre date importante pour la francisation de la France est la loi 94-665 du 4 août 1994 ou « Loi Toubon », qui est la première loi en France, à l'instar de la loi « loi 101 » au Québec, à imposer clairement le français comme seule langue de la République française. Son but est de défendre la langue française en France, non pas contre les langues régionales et leurs dialectes, mais principalement contre l'américanisation de la France.
L'emploi du français dans l'affichage, la publicité, la consommation, le droit du travail et les organismes publics est soumis aux dispositions de la loi Toubon. Un dispositif public d'enrichissement de la langue française a été mis en place dans le cadre de l'application du décret du 3 juillet 1996 relatif à l'enrichissement de la langue française, qui a fait suite à la loi Toubon. Il s'appuie sur l'Académie française et sur la Délégation générale à la langue française et aux langues de France.
En particulier, l'usage des termes en français recommandés par la Commission d'enrichissement de la langue française, publiés au Journal officiel de la République française, et disponibles depuis 2008 sur le site internet FranceTerme, est obligatoire dans les services publics de l'État.
Le décret d'application du 3 juillet 1996 a mis en place un dispositif d'enrichissement de la langue française. Il impose l'usage des termes en français dans les services et établissements publics de l'État (articles 11 et 12 du décret) :
- Art. 11. - Les termes et expressions publiés au Journal officiel sont obligatoirement utilisés à la place des termes et expressions équivalents en langues étrangères :
  1. Dans les décrets, arrêtés, circulaires, instructions et directives des ministres, dans les correspondances et documents, de quelque nature qu'ils soient, qui émanent des services et des établissements publics de l'État.
  2. Dans les cas prévus aux articles 5 et 14 de la loi du 4 août 1994 susvisée relative à l'emploi de la langue française. La commission générale observe l'usage prévu au présent article des termes et expressions publiés.
- Art. 12. - Les listes de termes et expressions approuvés en vertu des dispositions règlementaires relatives à l'enrichissement de la langue française précédemment en vigueur sont assimilées aux listes publiées en vertu du présent décret. Elles peuvent être modifiées selon la procédure prévue aux articles 7 à 10 du présent décret.

#### XXIesiècle
En 2004, le sénateur Philippe Marini (UMP) fait une proposition de loi destinée à renforcer la loi Toubon. En 2005, cette proposition est finalement adoptée à l'unanimité par le Sénat. Elle comporte des dispositions visant les entreprises : l'obligation faite aux chefs d'entreprises de soumettre au personnel un rapport sur l'utilisation de la langue française dans l'entreprise, la rédaction en français de l'ordre du jour du comité d'entreprise, ainsi que du procès-verbal consignant les délibérations. Cette proposition de loi vise également les techniques de l'information et de la communication, les messages d'erreur par exemple. En 2006, à la suite de l'application de la loi Toubon, des entreprises ont été condamnées en France pour usage illégal de l'anglais. Par exemple, la société américaine GEMS, condamnée à 570 000 euros d'amende pour avoir transmis des documents en anglais sans traduction à ses salariés français. Il en va de même des sociétés NextiraOne et Europ Assistance, elles aussi condamnées pour avoir voulu imposer à leurs salariés des logiciels en anglais sans traduction.
Étant donné l'hégémonie de l'anglais dans les relations internationales, et le risque de multiplication des anglicismes dans la langue française, de nombreuses associations se sont fondées pour défendre la langue française. Peuvent notamment être cités :
- La Fondation Alliance française qui promeut la langue française dans 135 pays via un réseau de 1016 Alliances françaises ;
- Avenir de la langue française ;
- Défense de la langue française[151] ;
- Association francophone d'amitié et de liaison ;
- Académie de la Carpette anglaise ;
- Le Droit de Comprendre[pertinence contestée] ;
- Association des informaticiens de langue française ;
- Association Francophonie Avenir (Afrav)[152] ;
- Conseil pour le développement du français en Louisiane ;
- Actions pour promouvoir le français des affaires[153] ;
- Alliance Champlain (Nouvelle Calédonie)[154][pertinence contestée] ;
- Association pour la sauvegarde et l’expansion de la langue française (Asselaf)[155][pertinence contestée] ;
- Cercle littéraire des écrivains cheminots (CLEC)[pertinence contestée] ;
- COllectif Unitaire Républicain pour la Résistance, l'Initiative et l'émancipation Linguistique (CO.U.R.R.I.E.L)[156][pertinence contestée] ;
- Forum Francophone International[pertinence contestée] ;
- Le français en partage[pertinence contestée].

Voir aussi les sites relatifs à la défense et à la promotion de la langue française[pertinence contestée].
En France, l'Autorité de régulation de la communication audiovisuelle et numérique (Arcom) est chargée, en application de l'article 3-1 de la loi du 30 septembre 1986, de veiller « à la défense et à l'illustration de la langue française » dans la communication audiovisuelle, ainsi qu'au respect des dispositions de la loi du 4 août 1994 relative à l'emploi de la langue française (dite loi Toubon). En particulier, l'Arcom veille au respect des obligations concernant la langue française inscrites aux cahiers des charges des sociétés nationales de programme et dans les conventions annexées aux décisions d'autorisation des diffuseurs privés. L'Arcom doit être attentif à la qualité de la langue employée dans les programmes de télévision et de radio. Pour ce faire, l'Arcom est amené à prendre des initiatives, telles que l'organisation du colloque « Quel avenir pour la langue française dans les médias audiovisuels ? », le 9 décembre 2013.

## Étude
La discipline ayant pour objet l'étude de la langue française est une subdivision de la linguistique romane : la linguistique française.
Les principales revues s'occupant de linguistique française sont, en France, Le Français moderne et Langue française.

## Règlementation de l'usage
Dans certains pays, le législateur a règlementé l'usage de la langue. Ainsi au Québec, les principales législations sur l'usage de la langue française sont consignées dans la Charte de la langue française. En France, le gouvernement reconnaît depuis 2016 qu'il revient à l'Académie française de déterminer les règles en vigueur dans la langue française. La loi Toubon, qui date du 4 août 1994, vise à la protéger et à garantir son usage dans l'administration, auprès des consommateurs comme des salariés.